# Biserica reformată din Praid

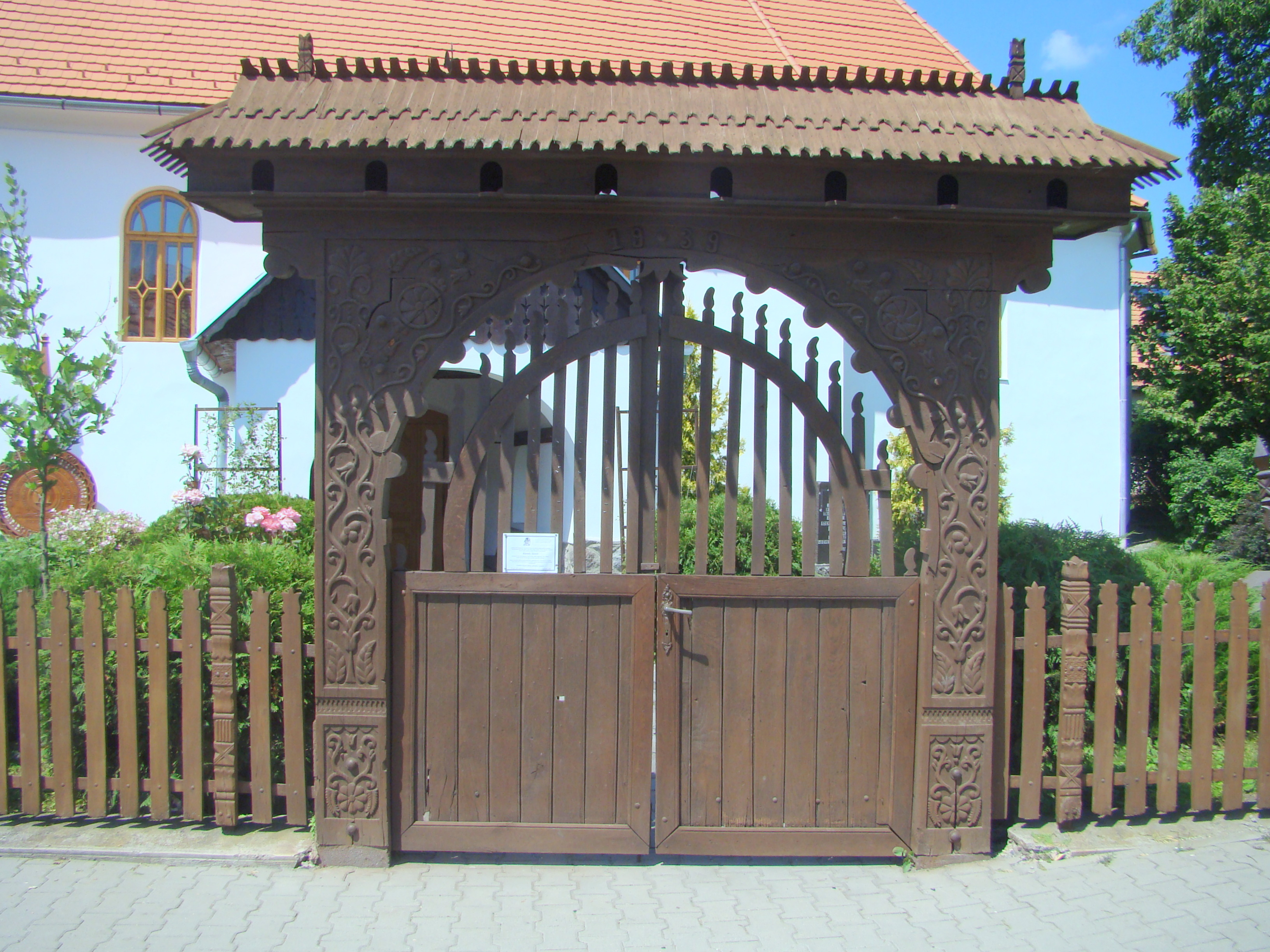
Poarta de lemn a bisericii reformate din Praid

Biserica reformată din Praid este un ansamblu de monumente istorice aflat pe teritoriul satului Praid; comuna Praid.
Ansamblul este format din două monumente:
- Biserica reformată (cod LMI HR-II-m-B-12934.01)
- Poartă de lemn (cod LMI HR-II-m-B-12934.02)

## Localitatea
Praid este satul de reședință al comunei cu același nume din județul Harghita, Transilvania, România. Localitatea este așezată pe valea Târnavei Mici, la poalele Munților Gurghiului, în depresiunea Praid, la 525 m altitudine. Așezarea Praid a fost înființată în 1564.

## Biserica
Biserica reformată a fost construită între 1790 și 1796, în timp ce sanctuarul s-a păstrat de la vechea biserică romano-catolică din secolul al XV-lea.

## Imagini din exterior

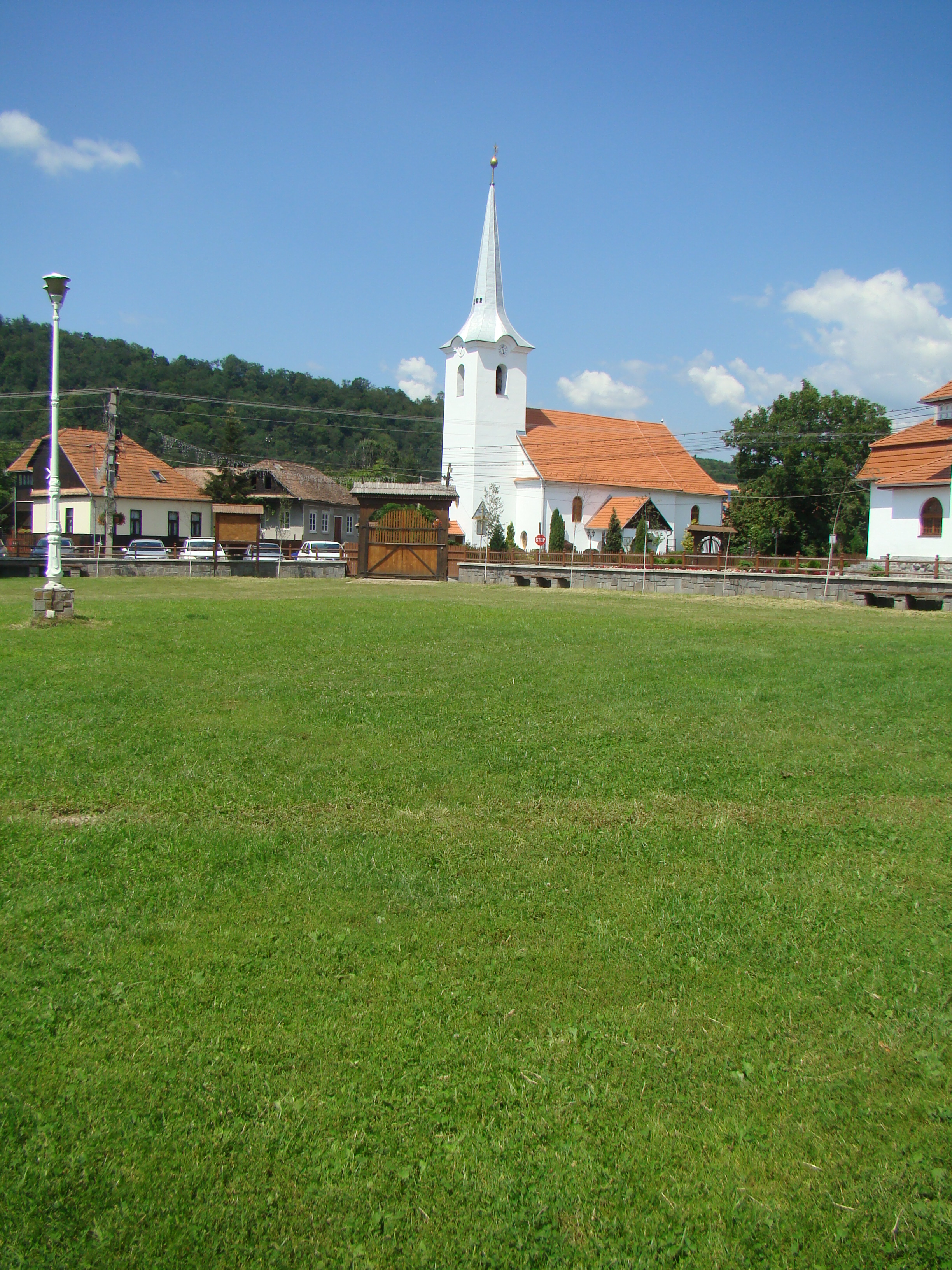
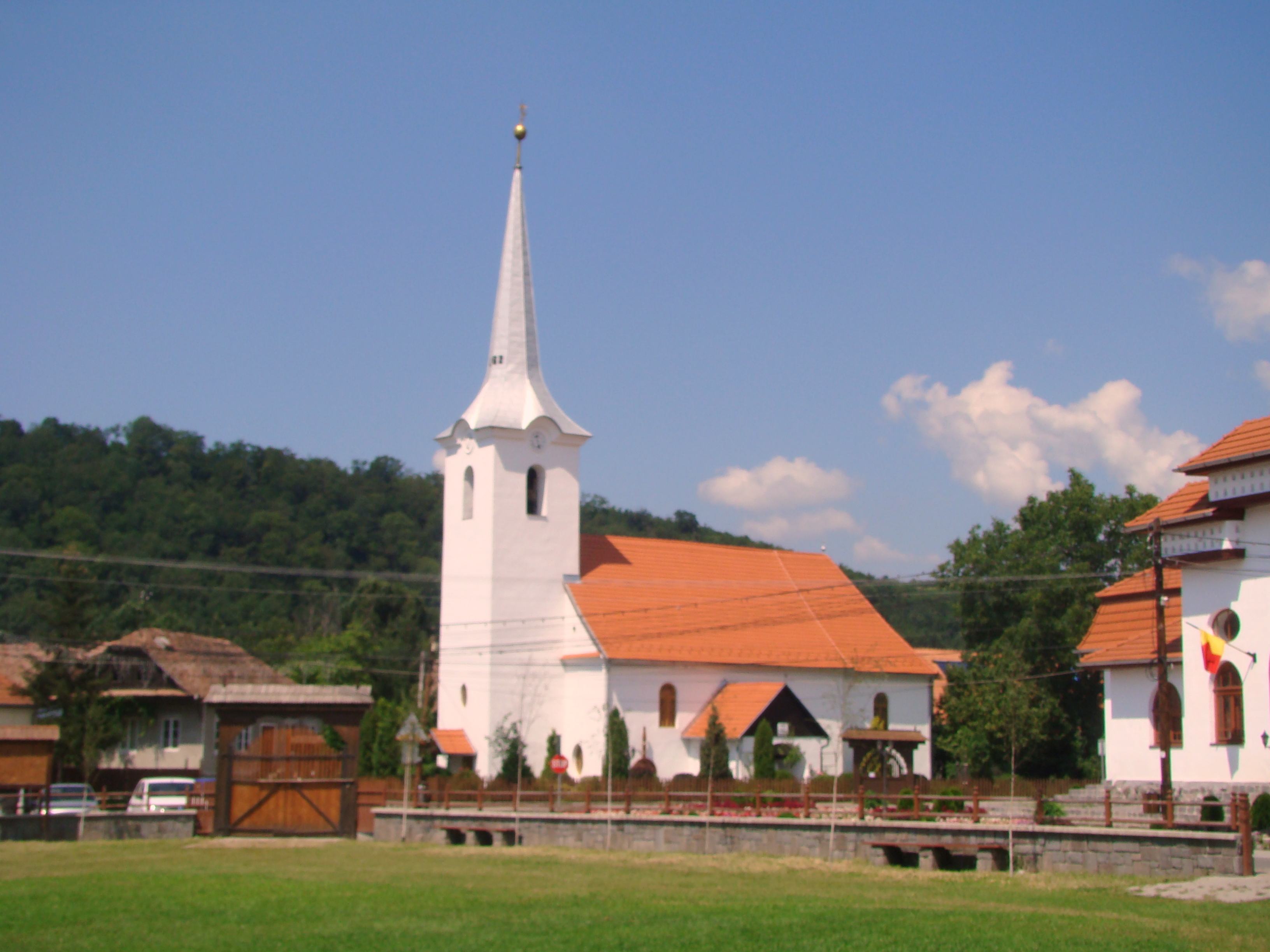
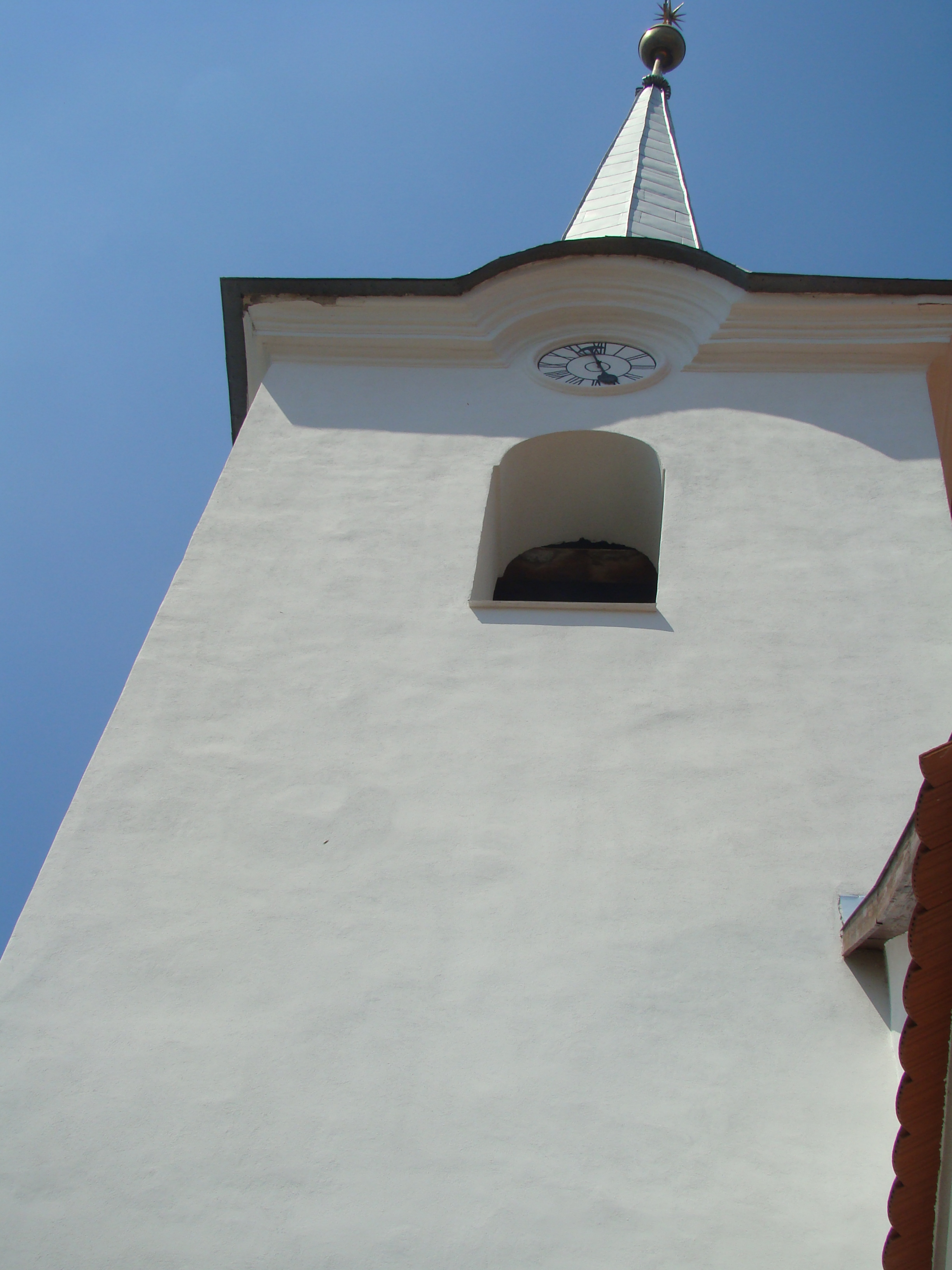
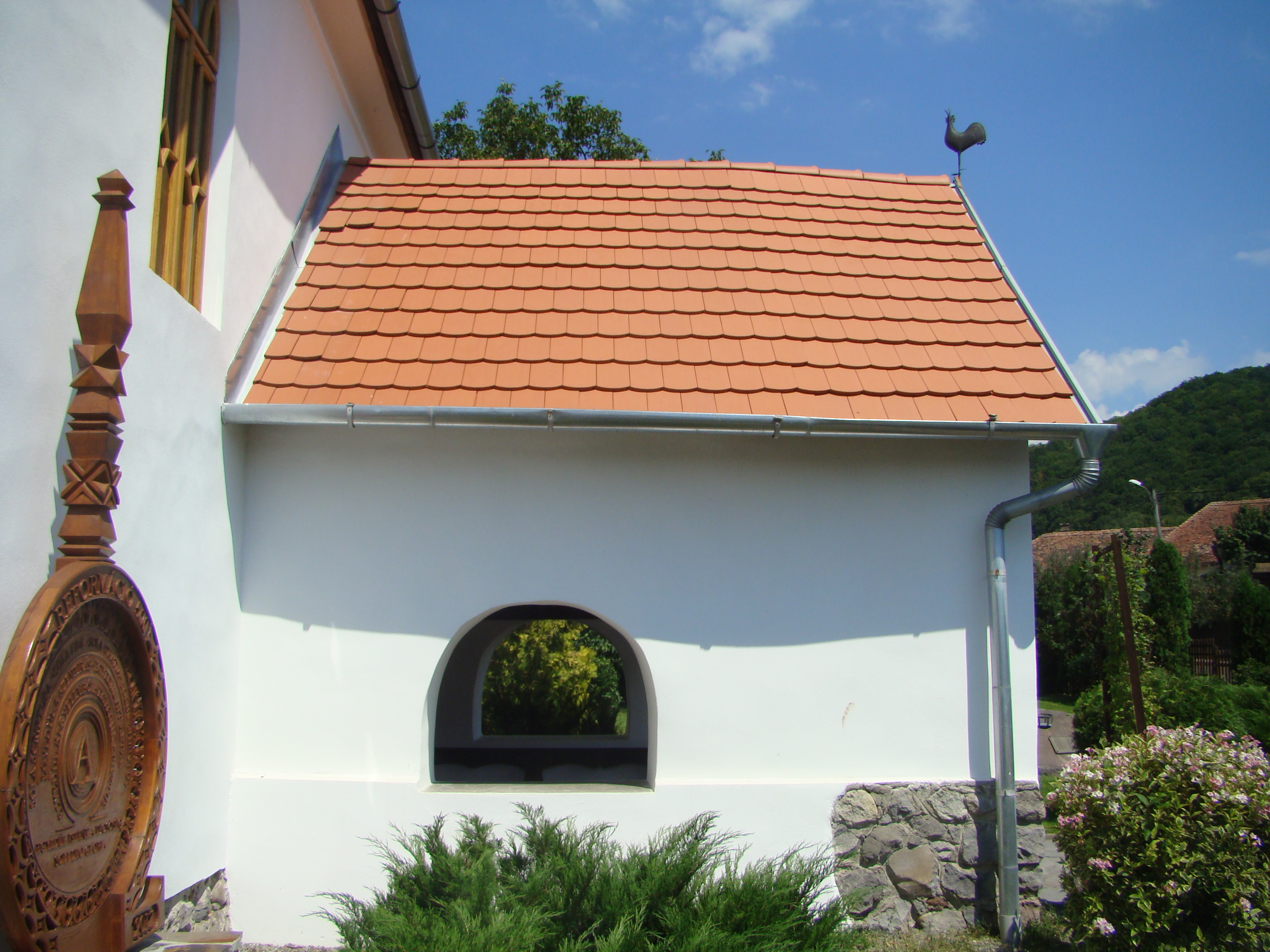
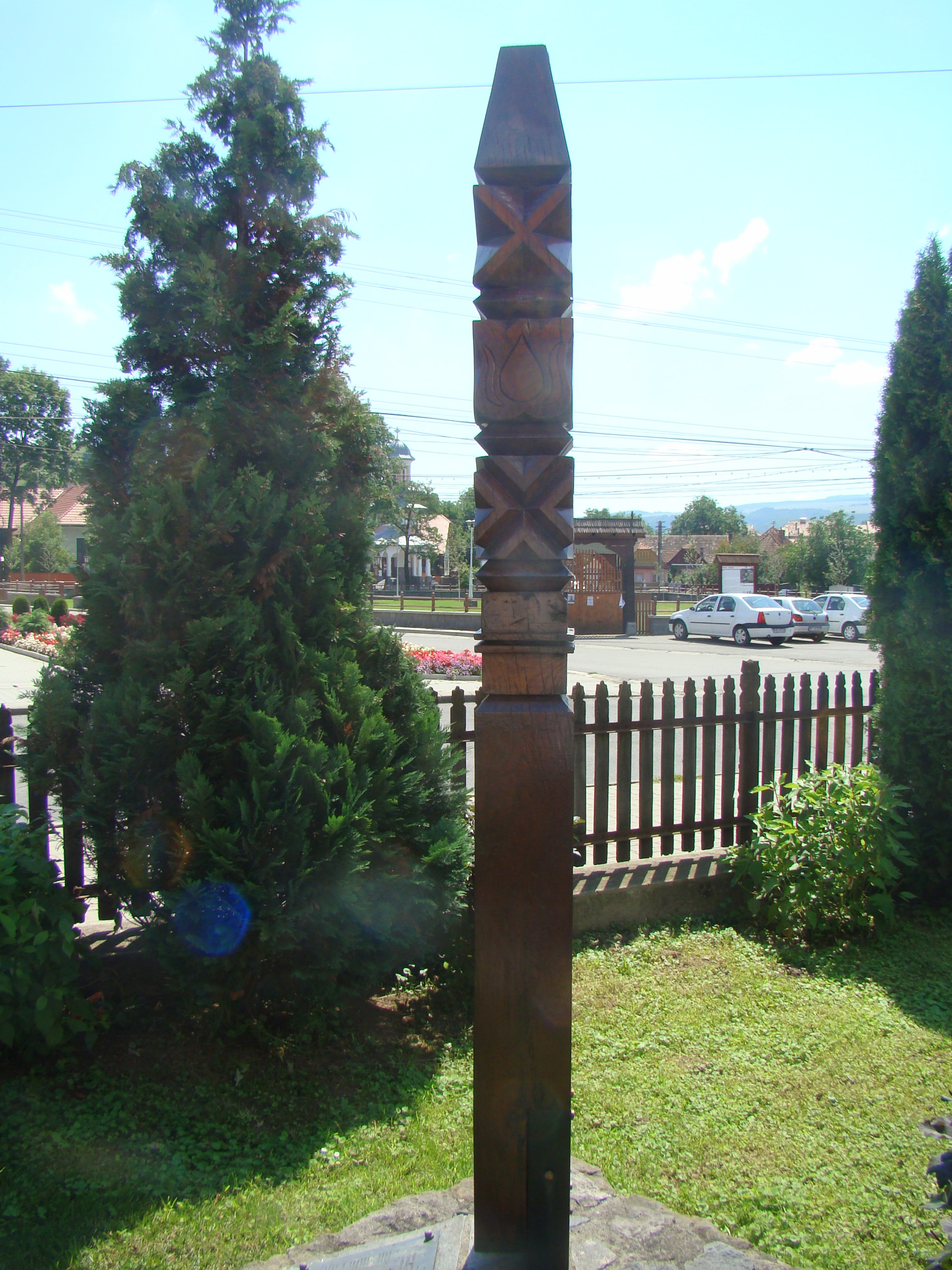
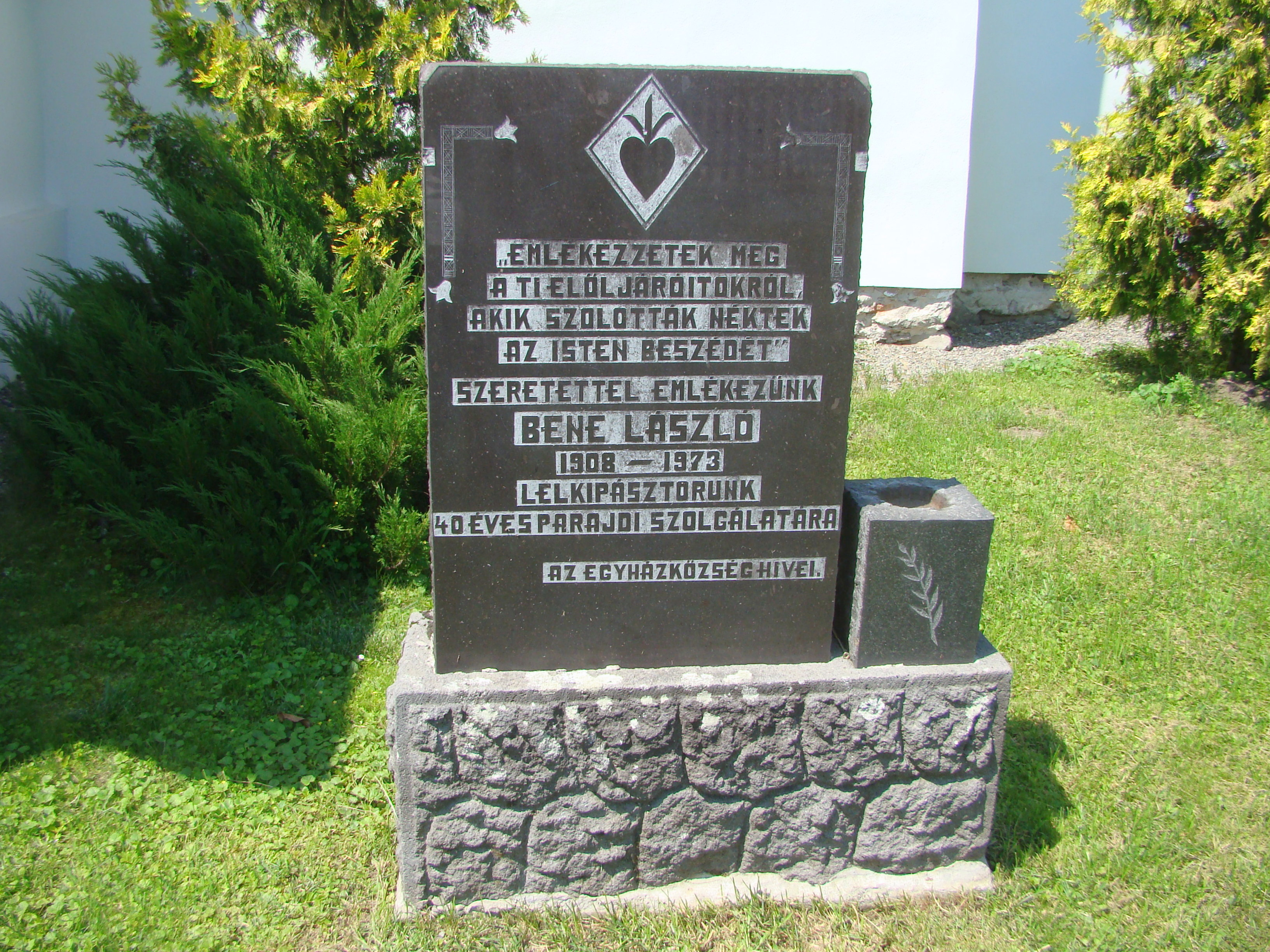
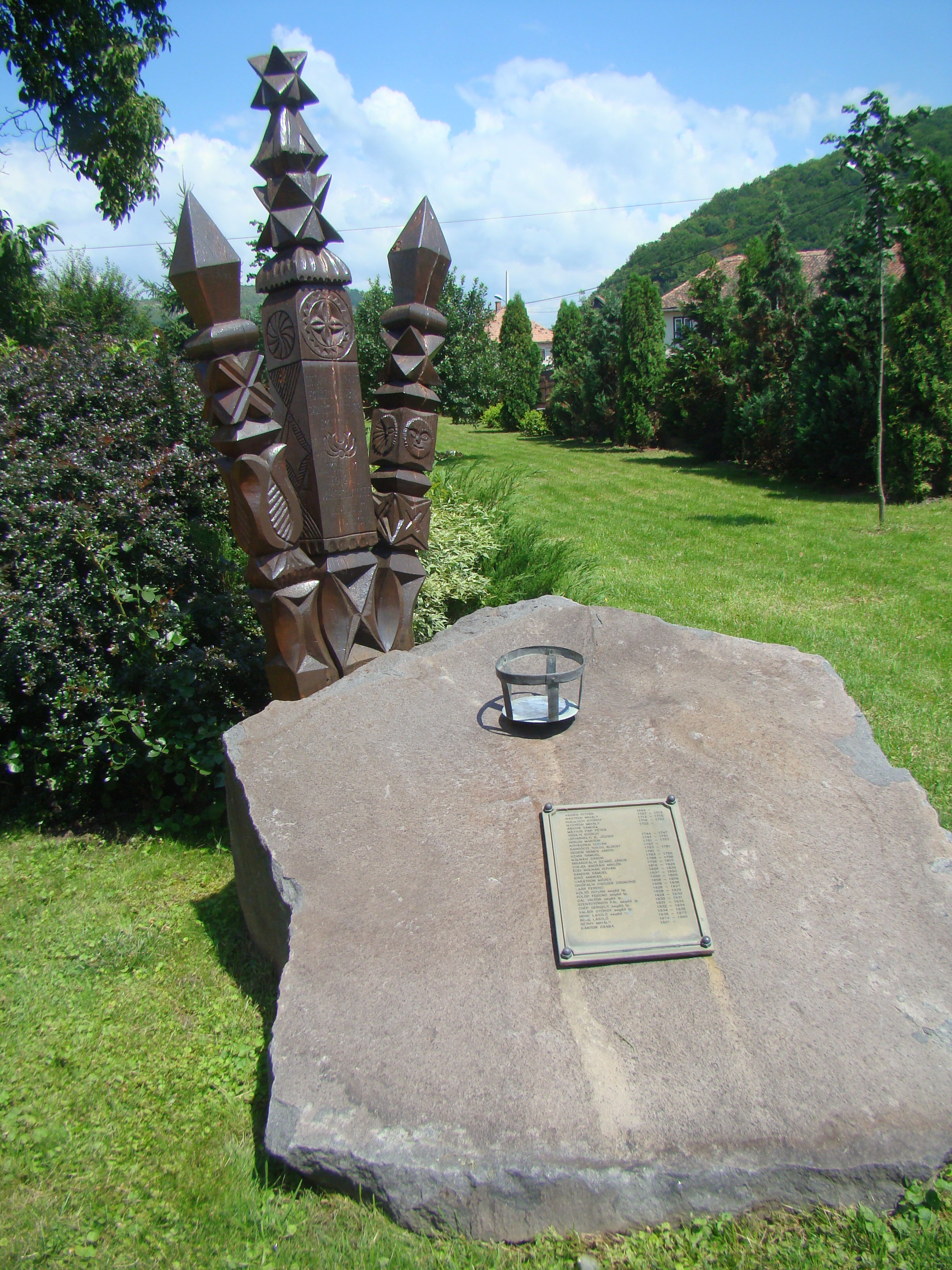
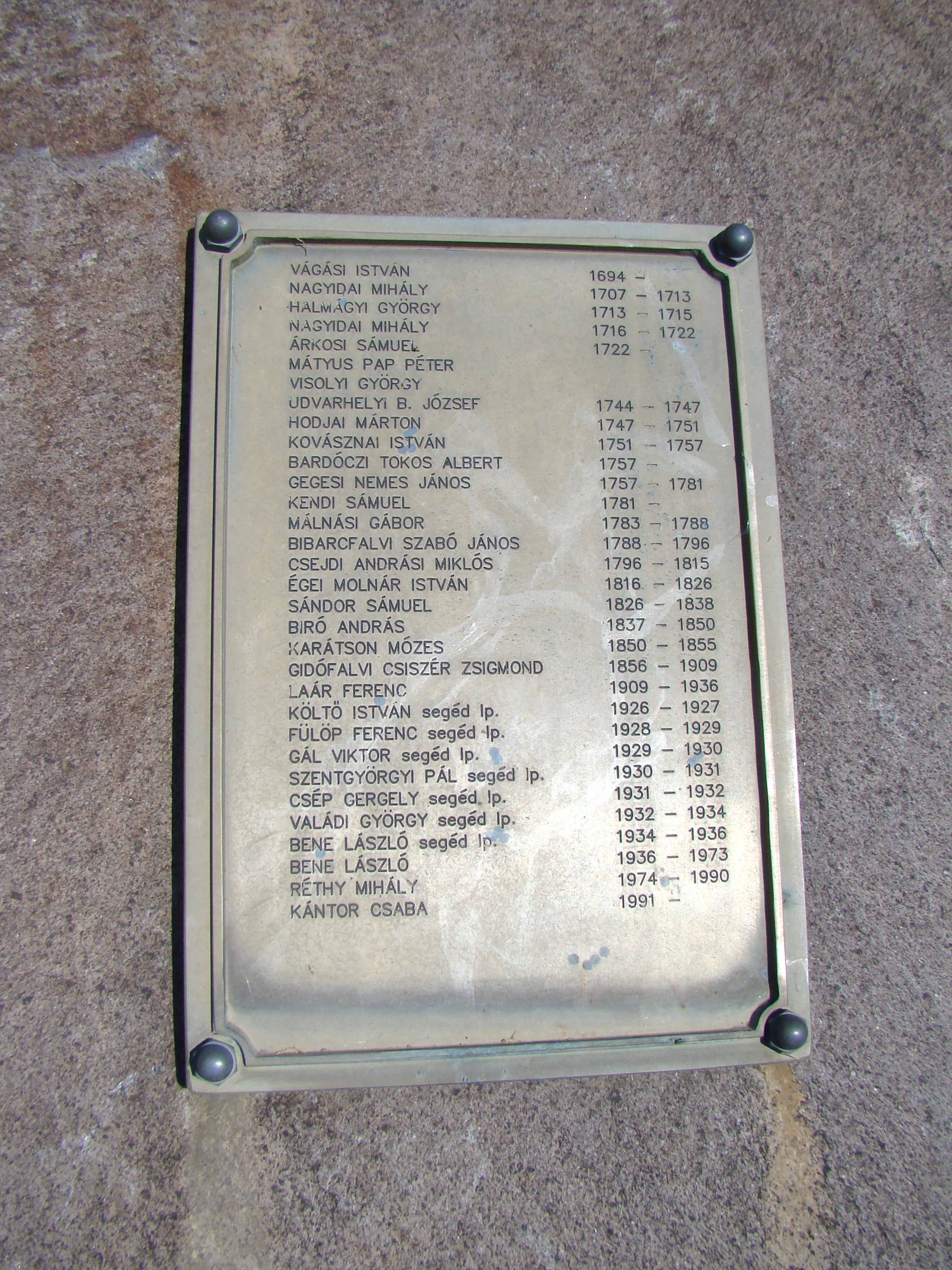
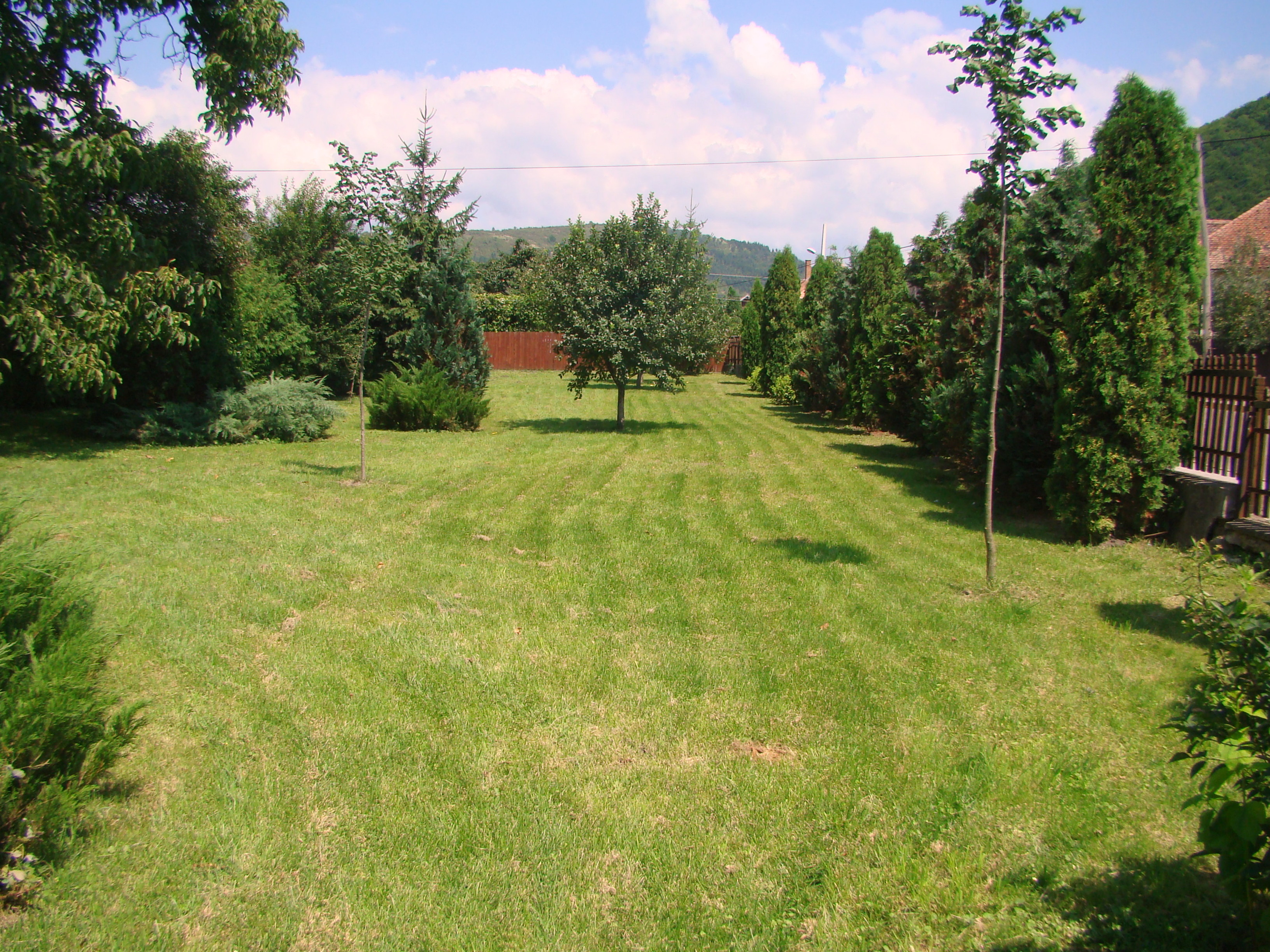
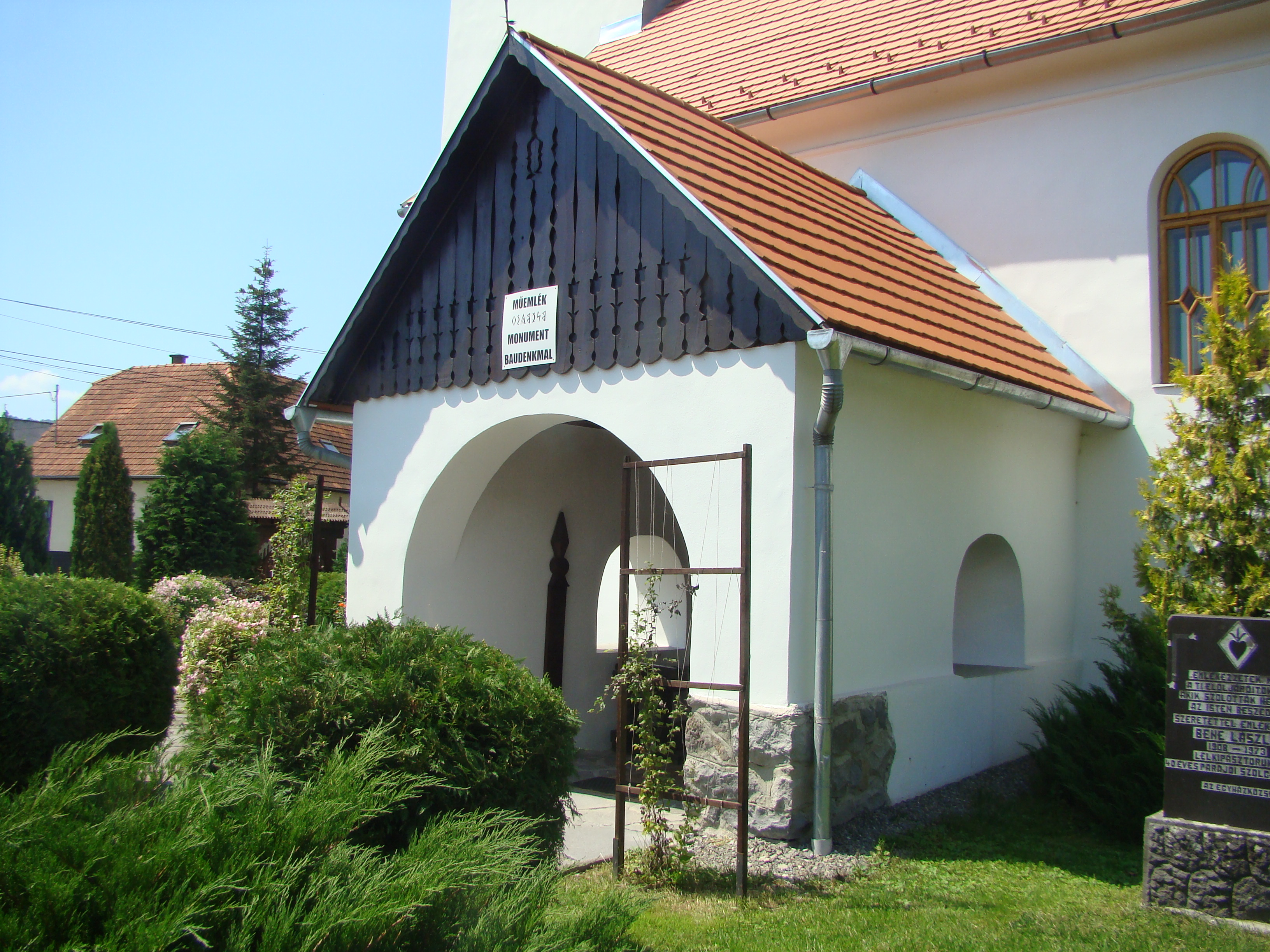
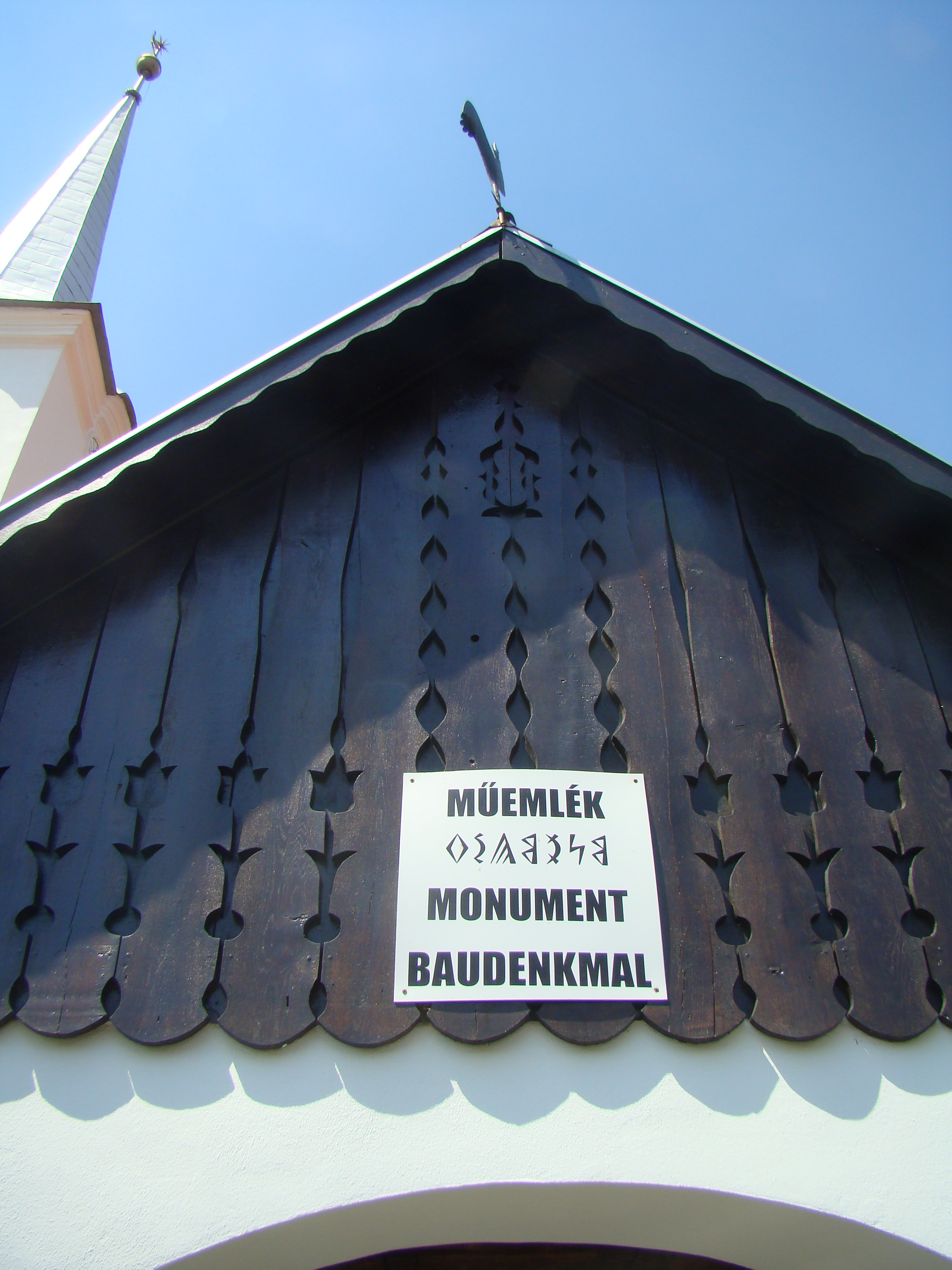
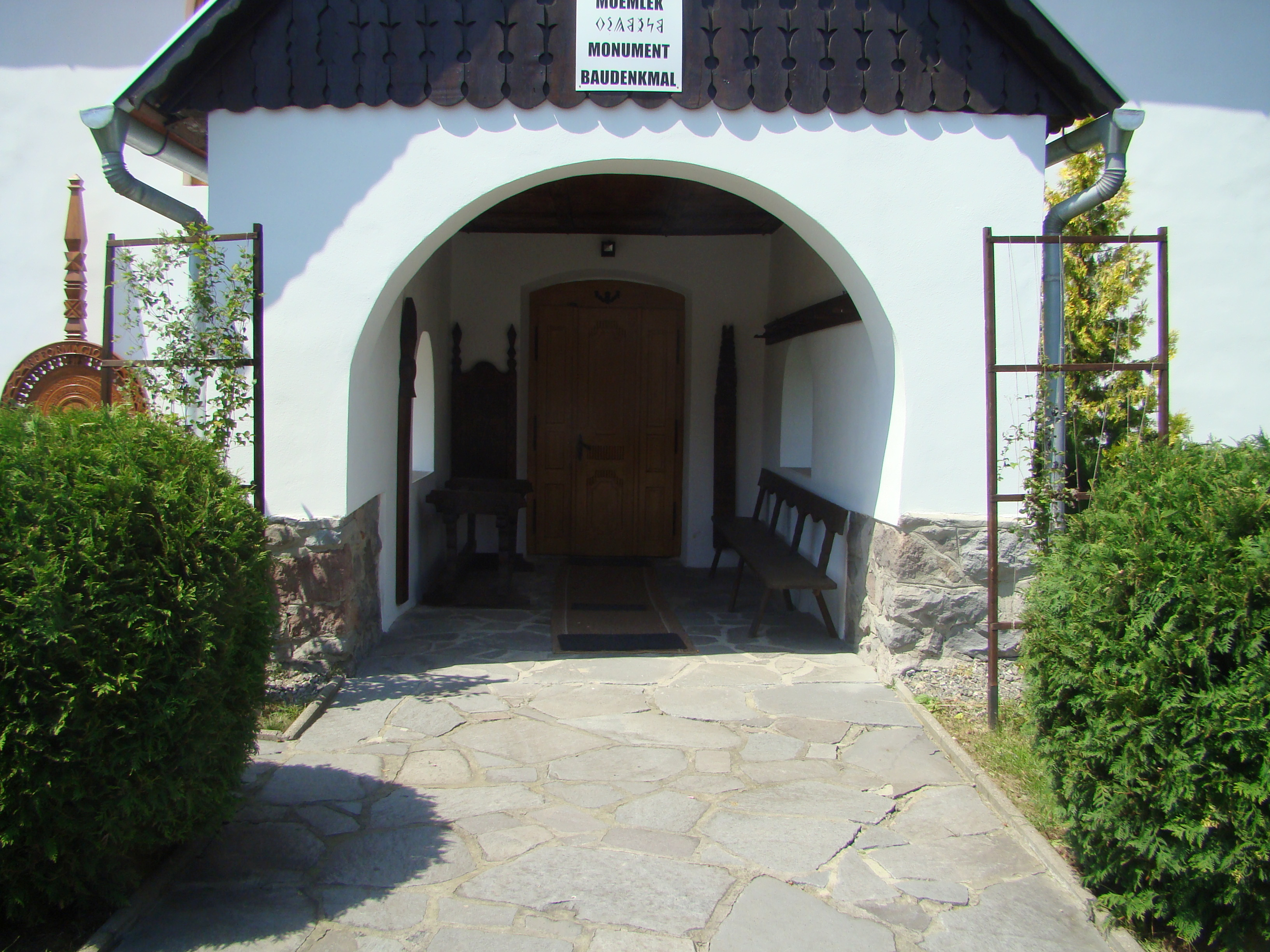
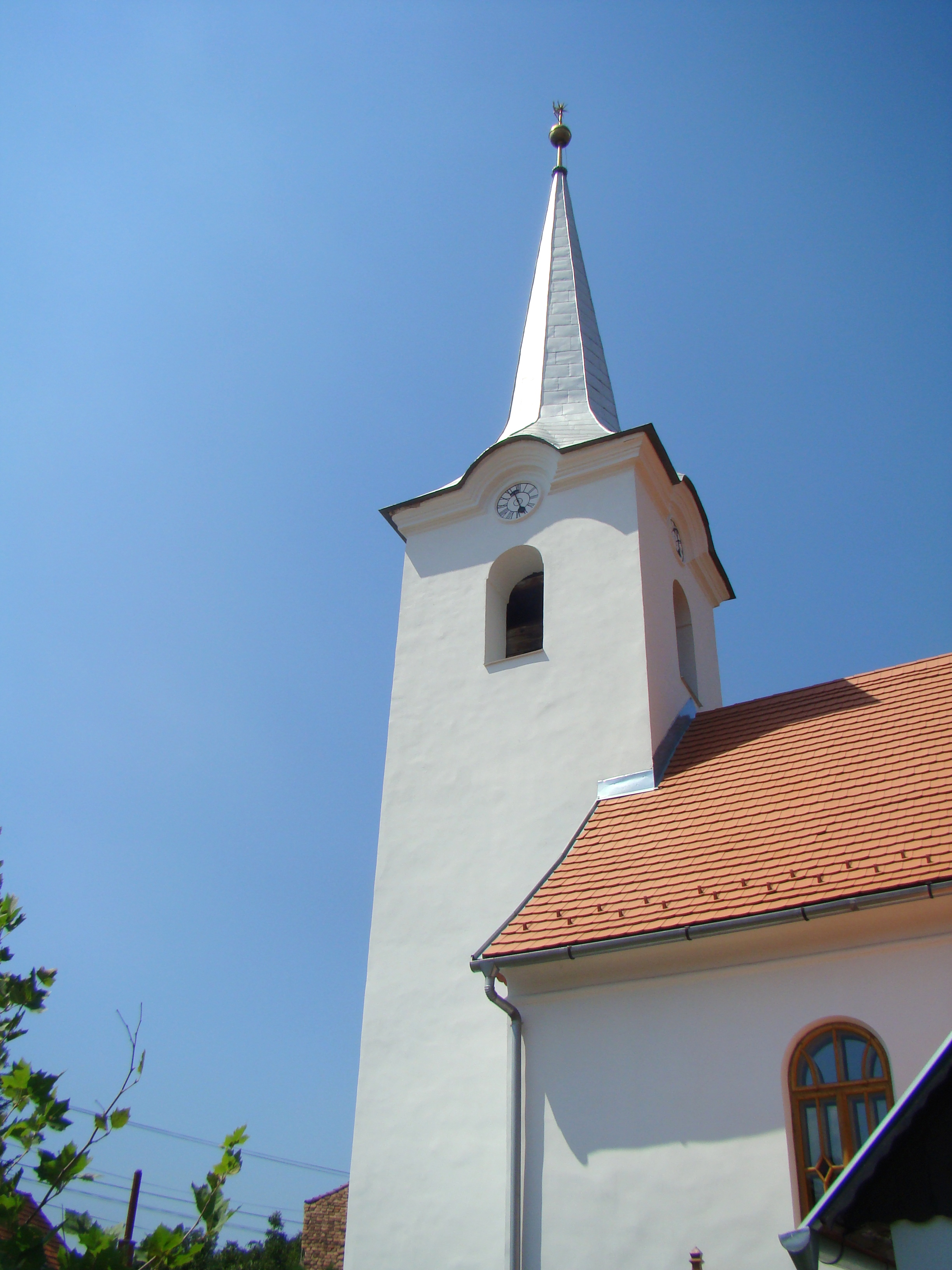
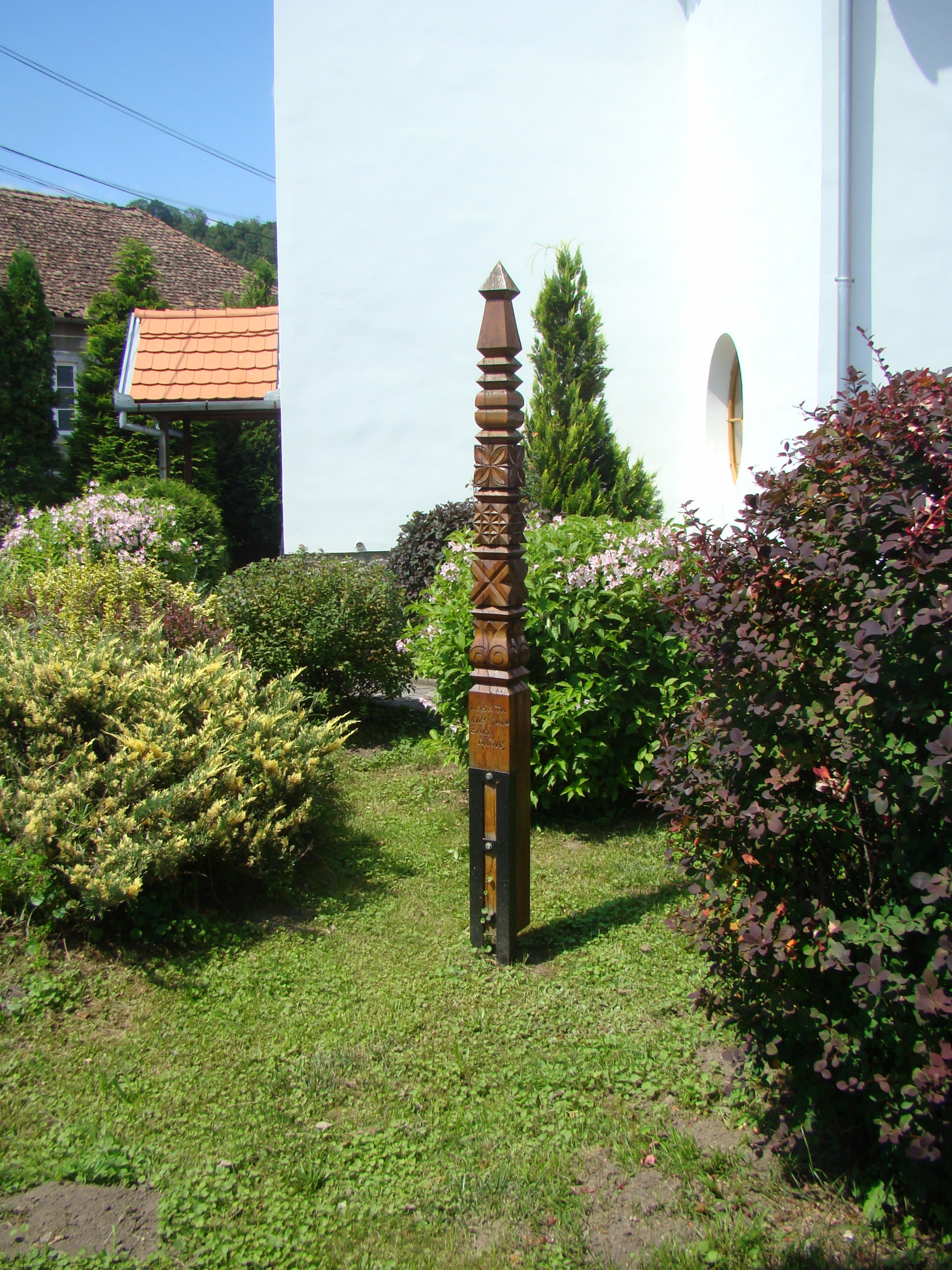
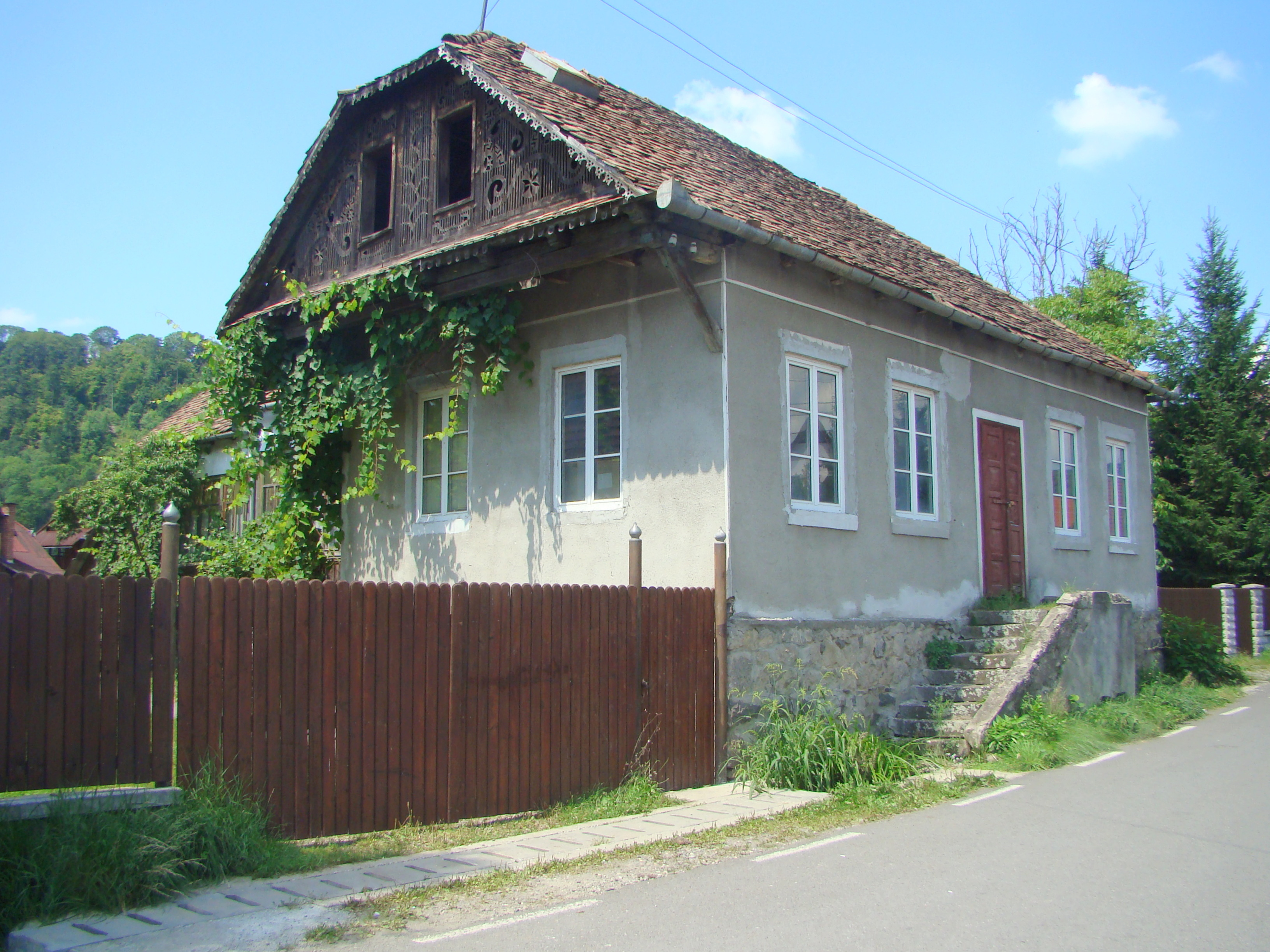
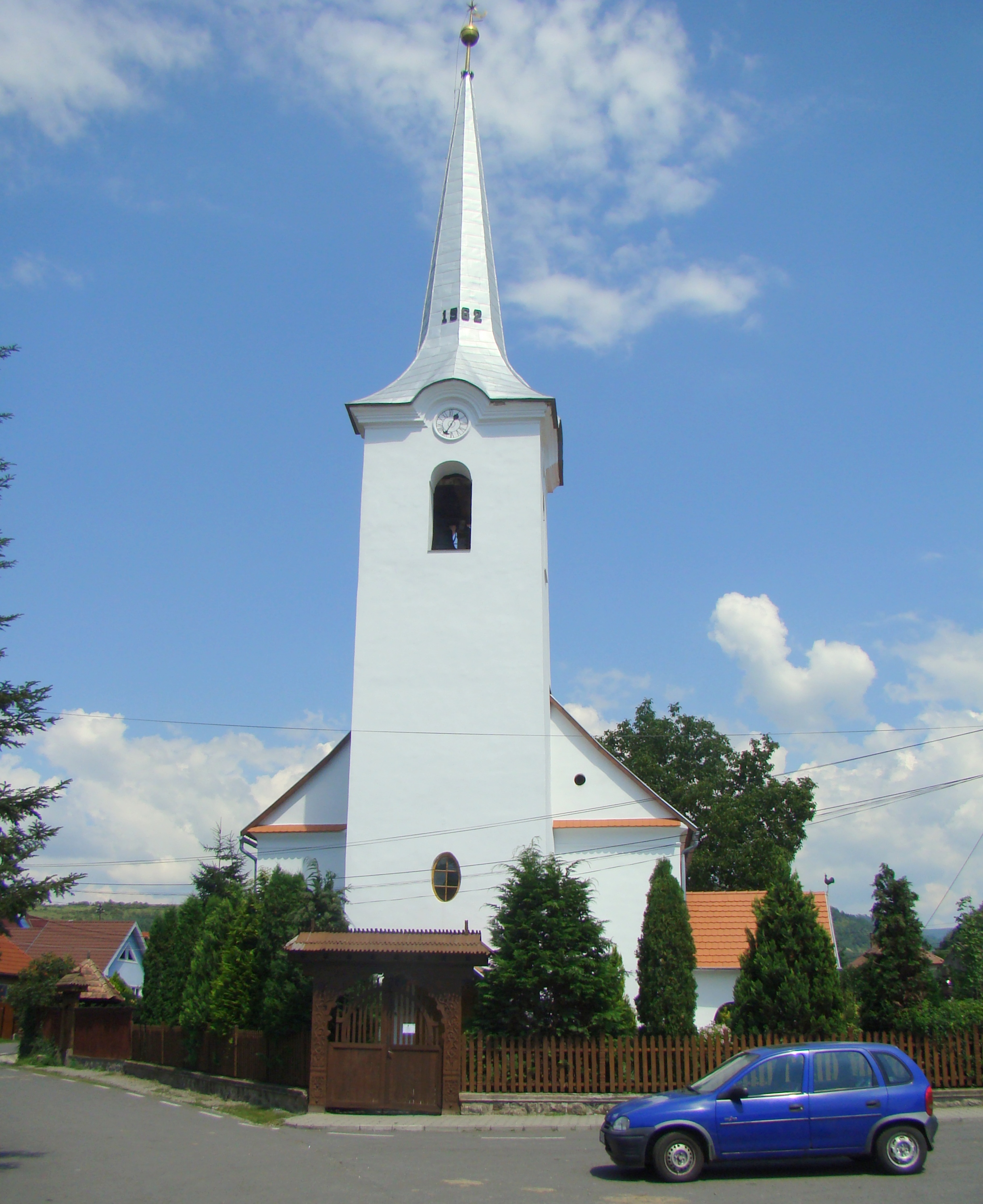
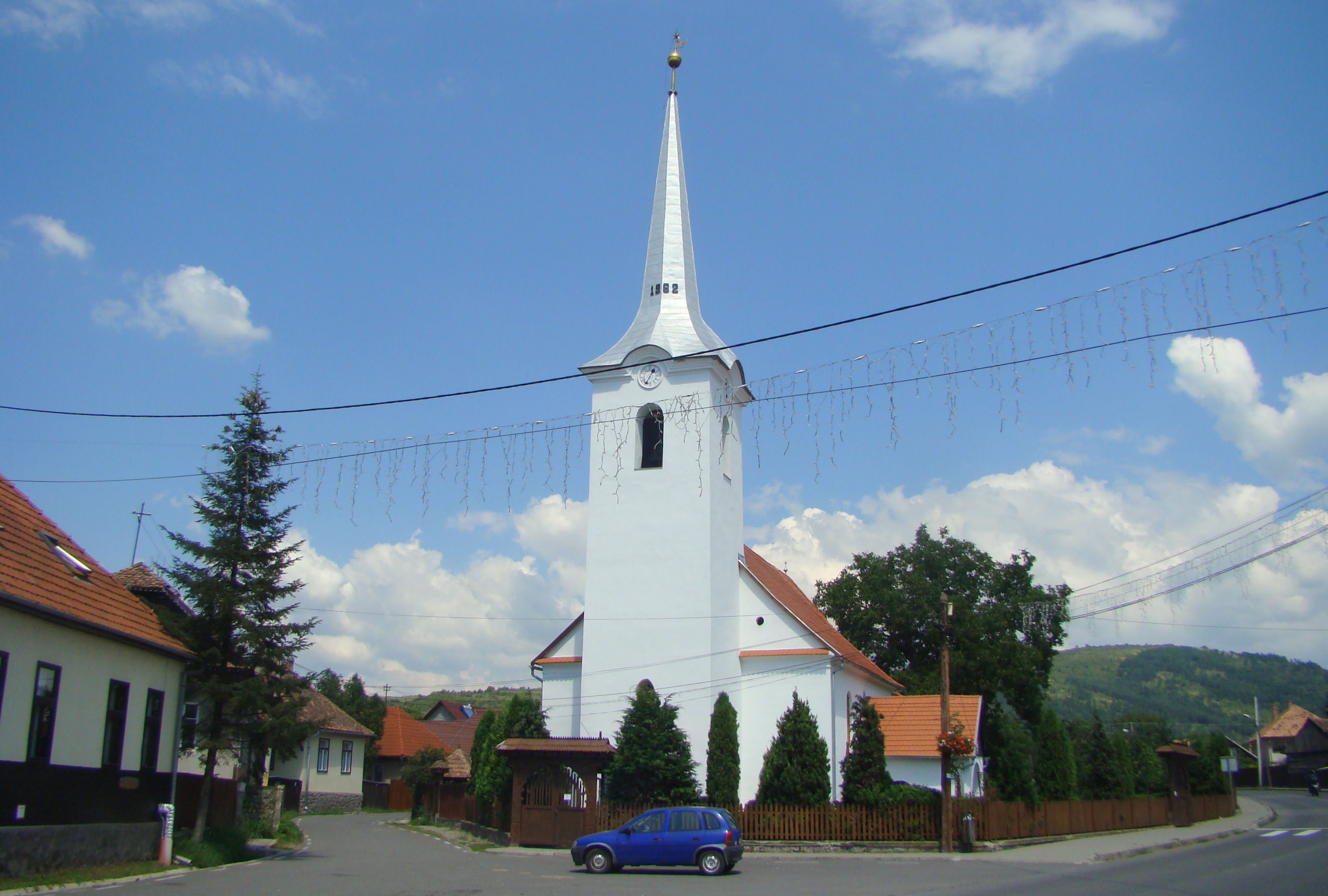
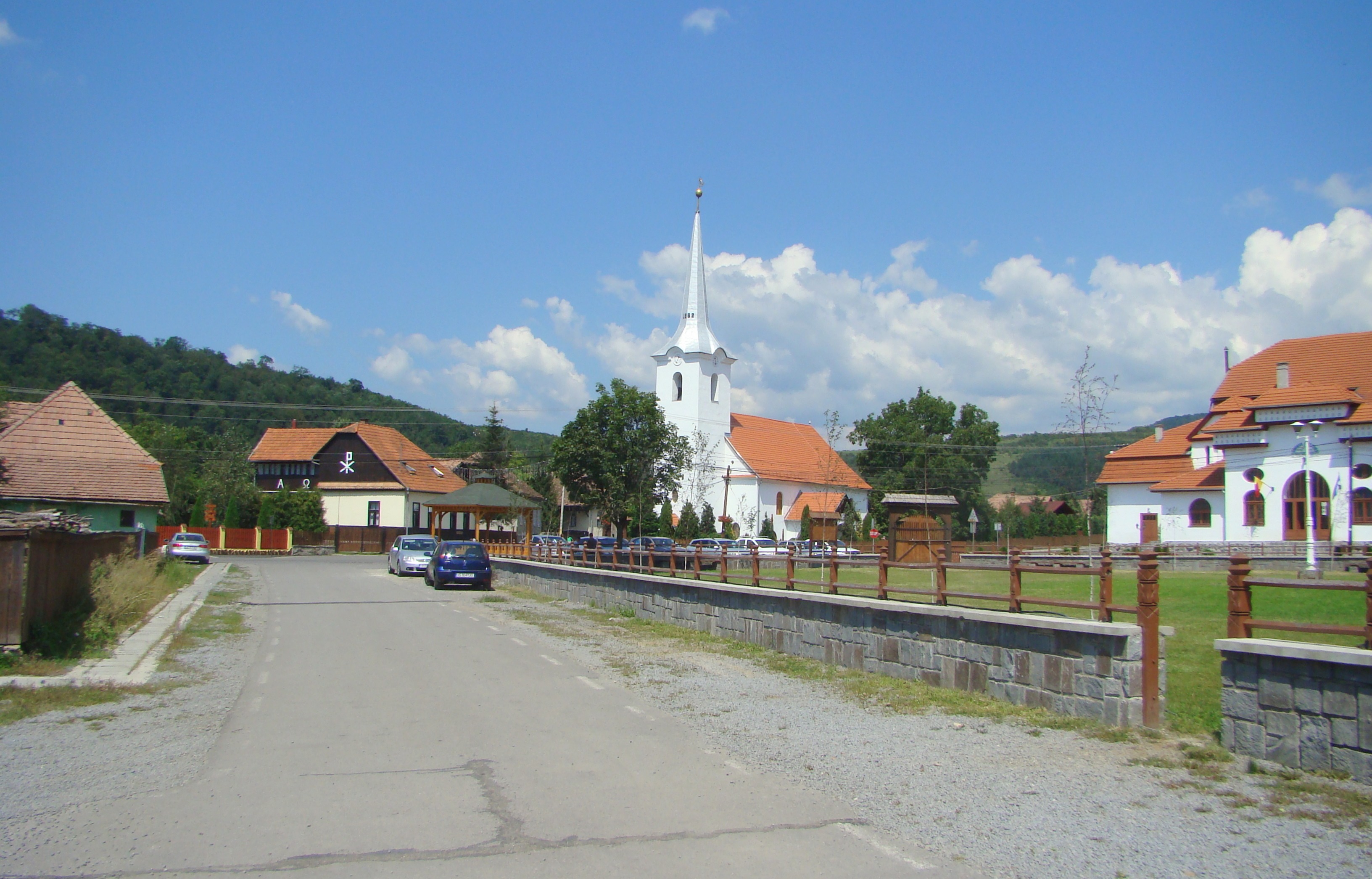
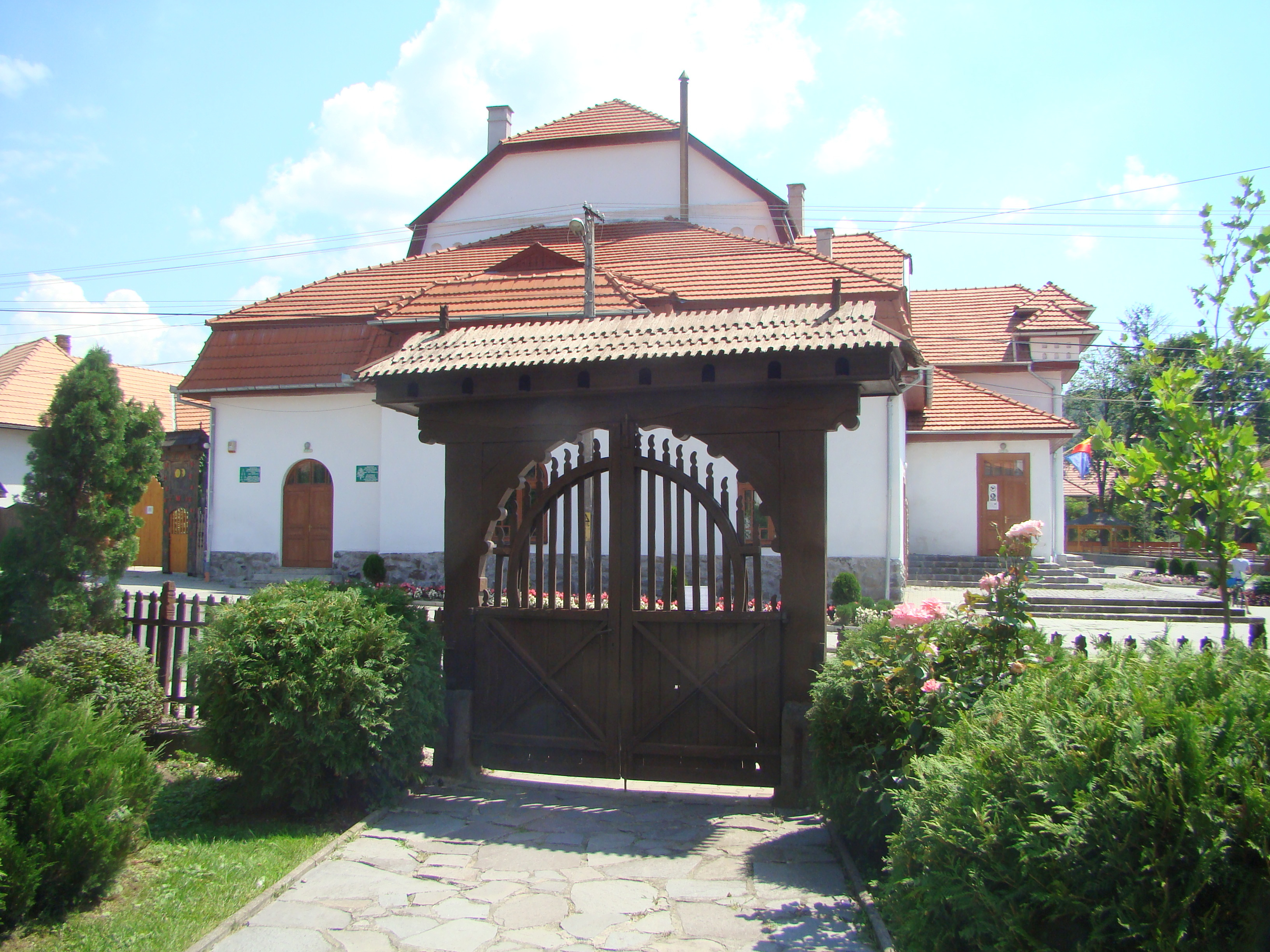
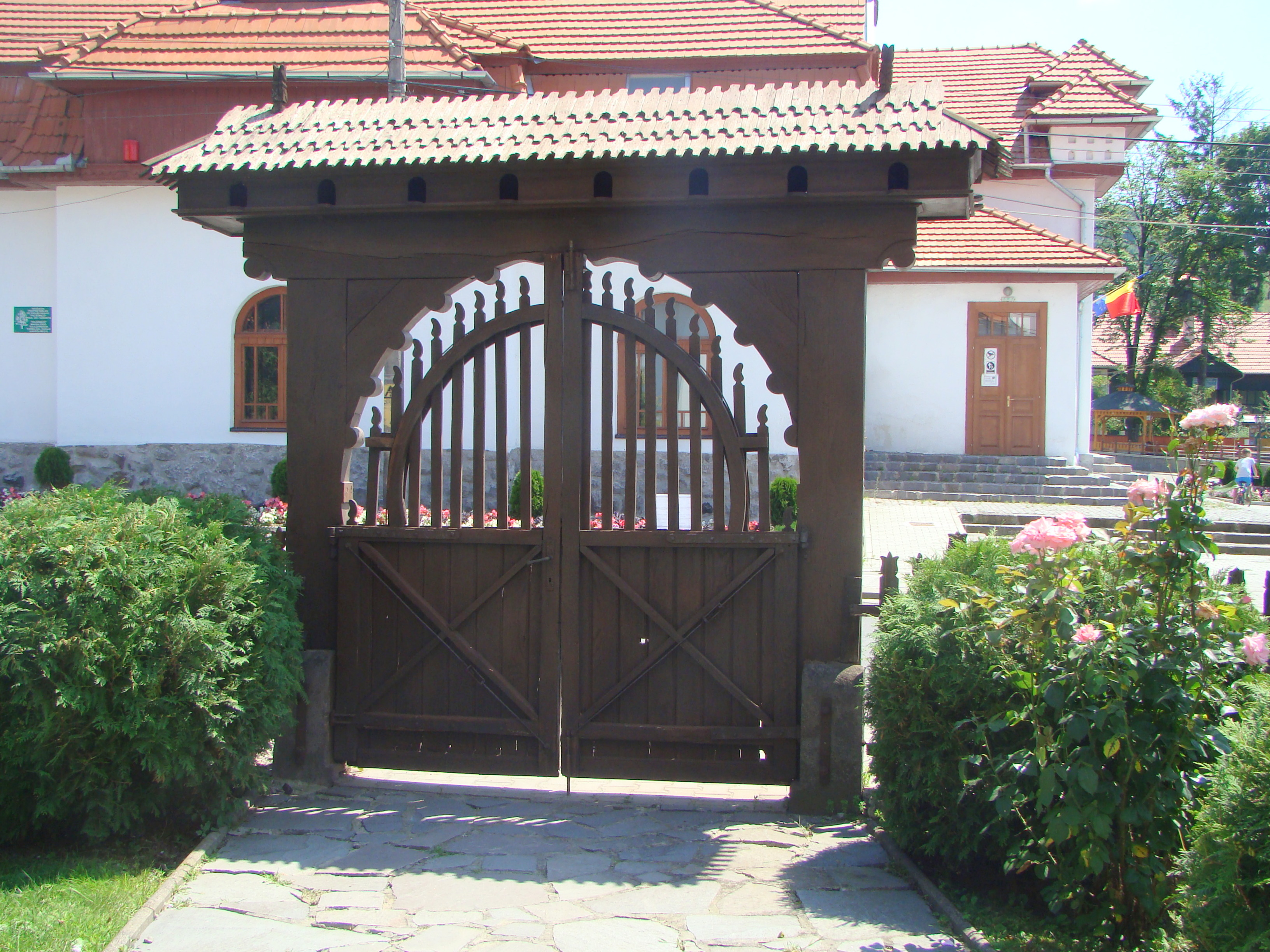
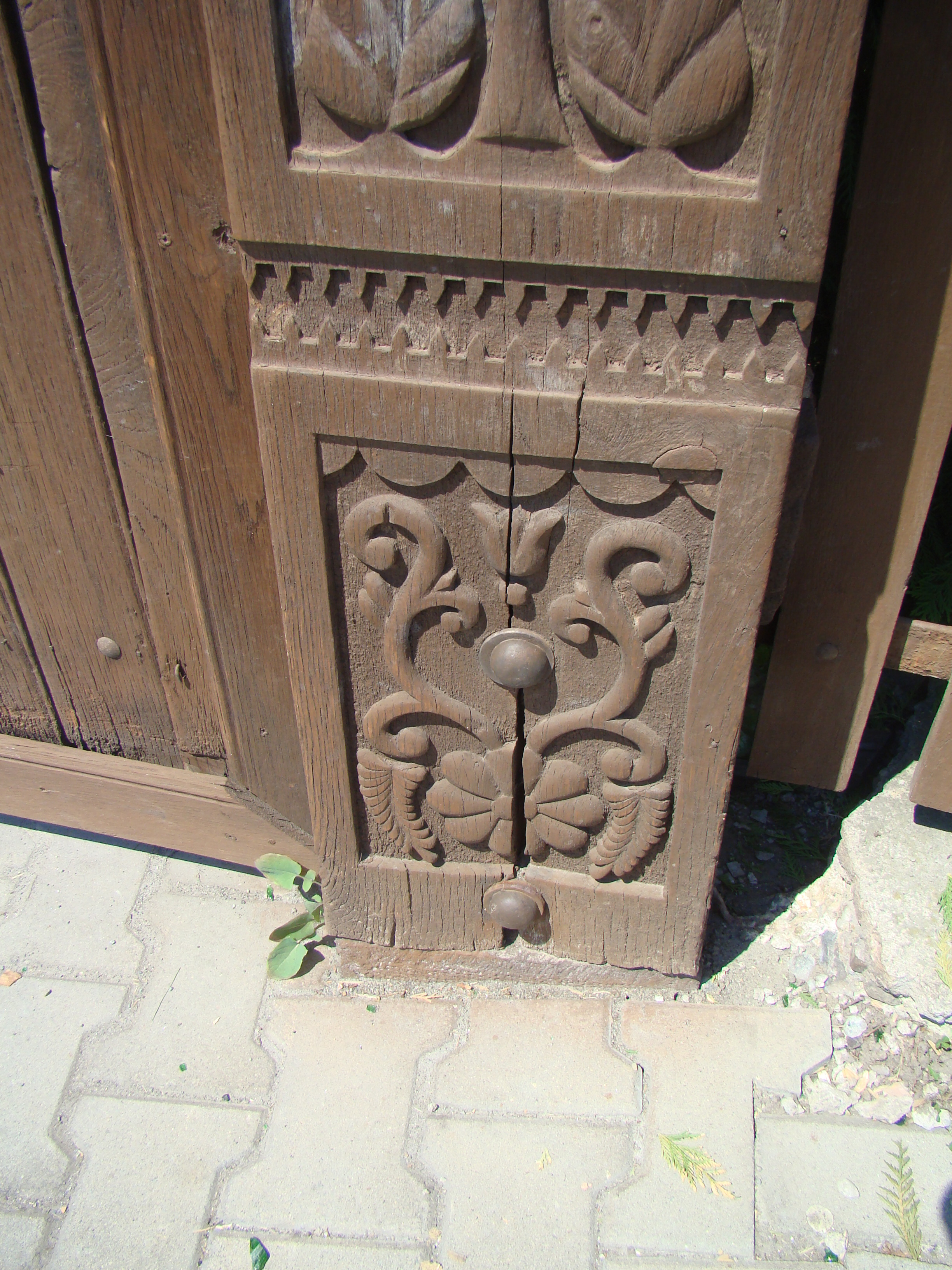
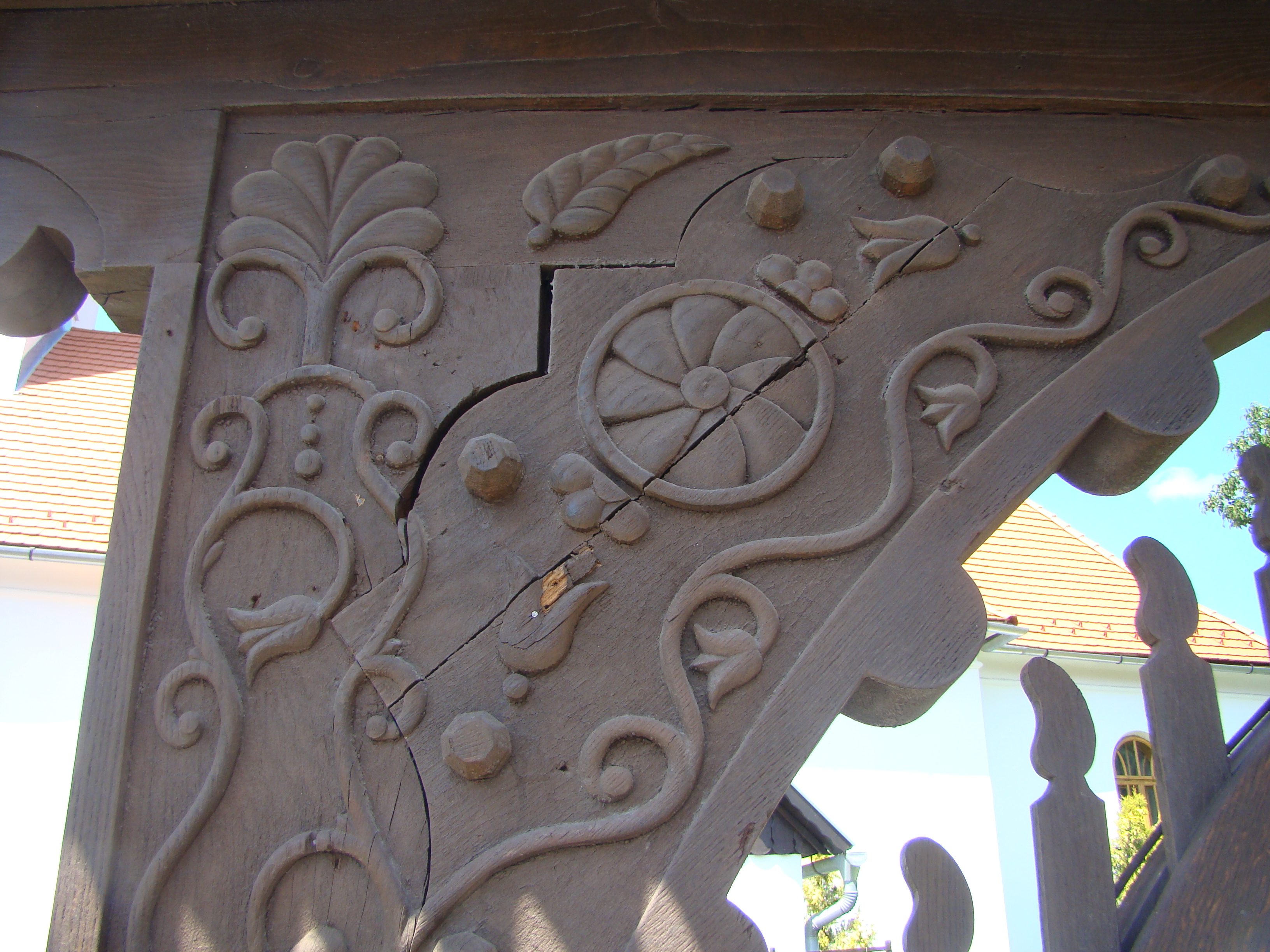
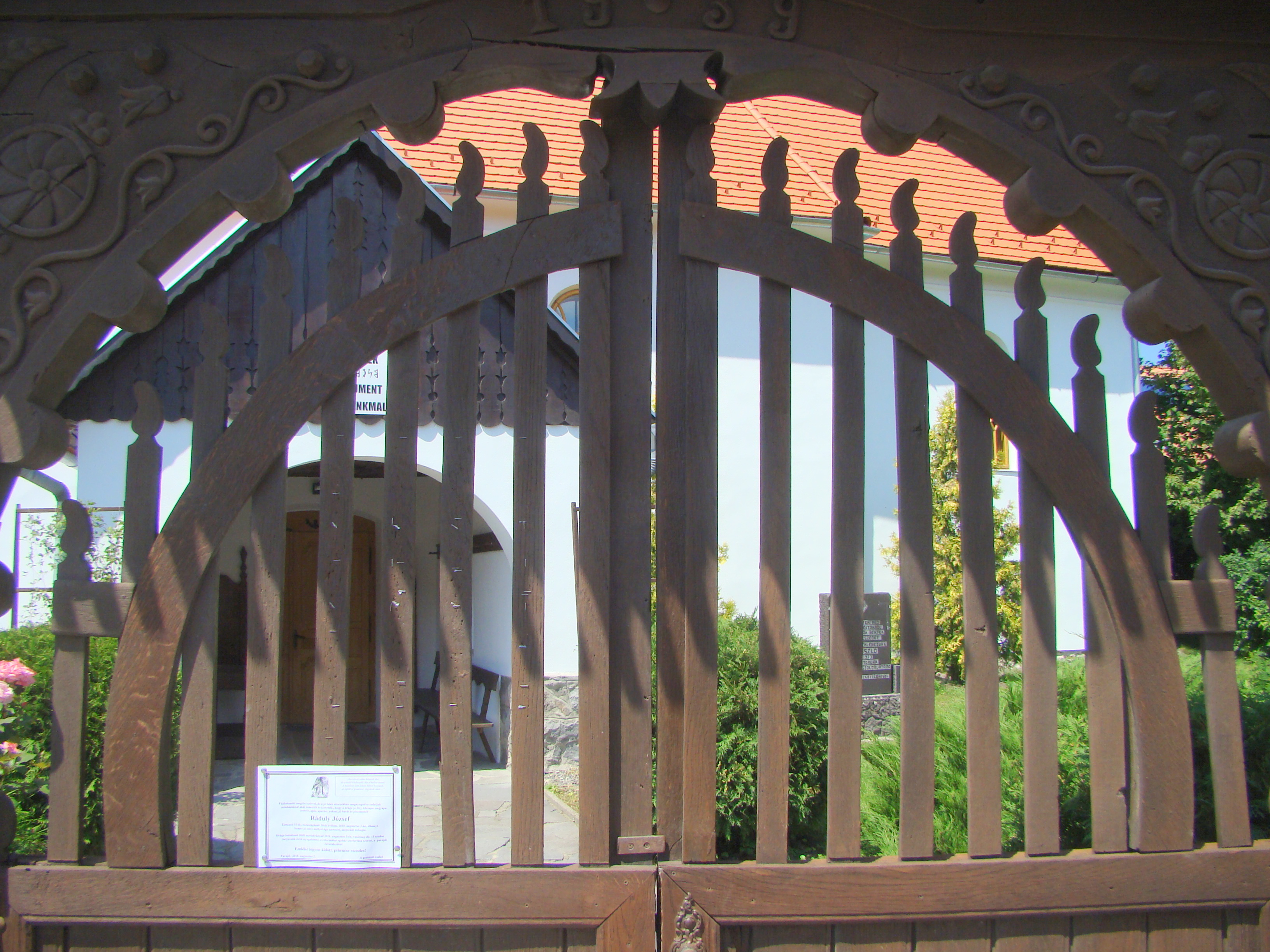
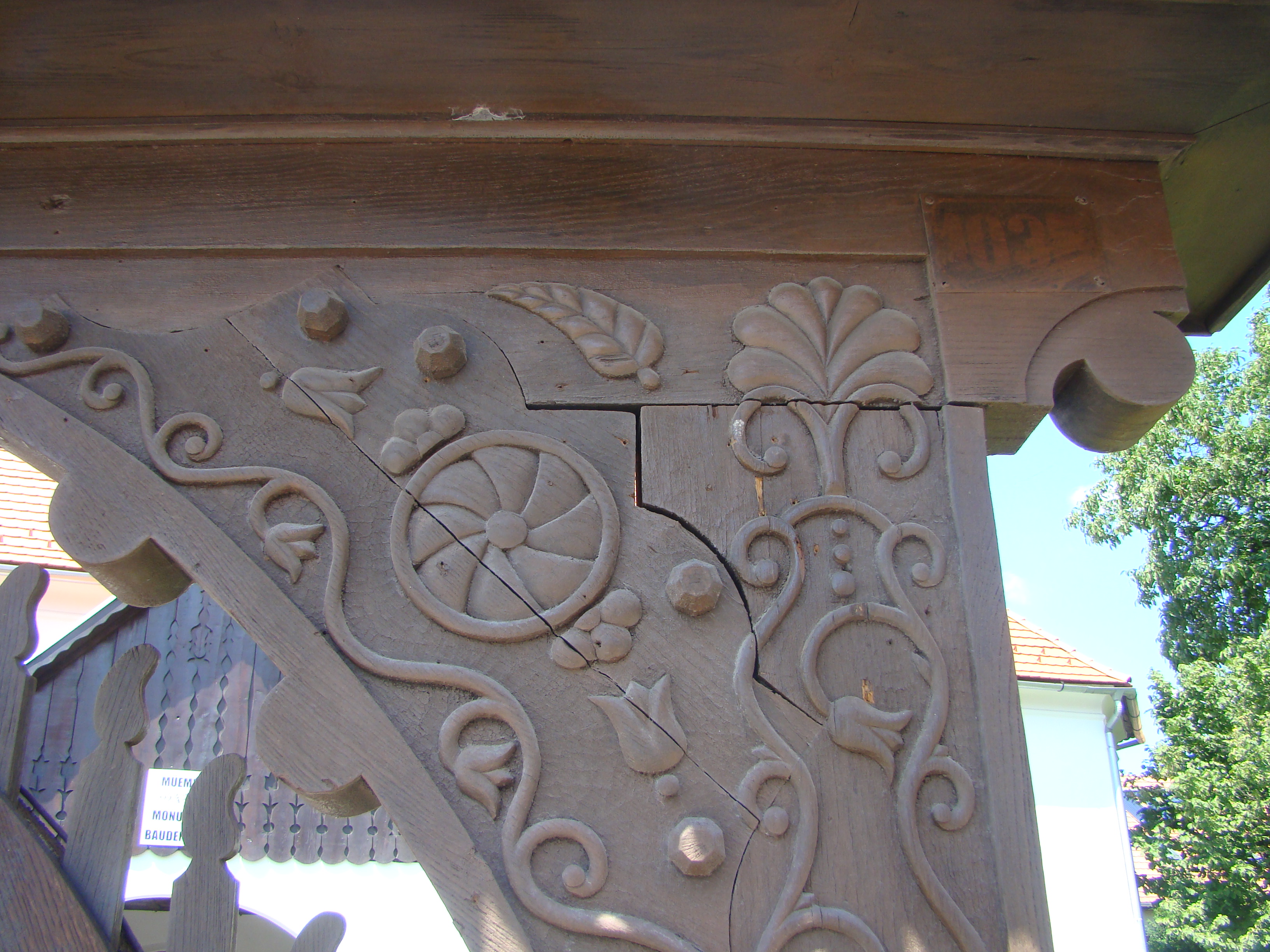
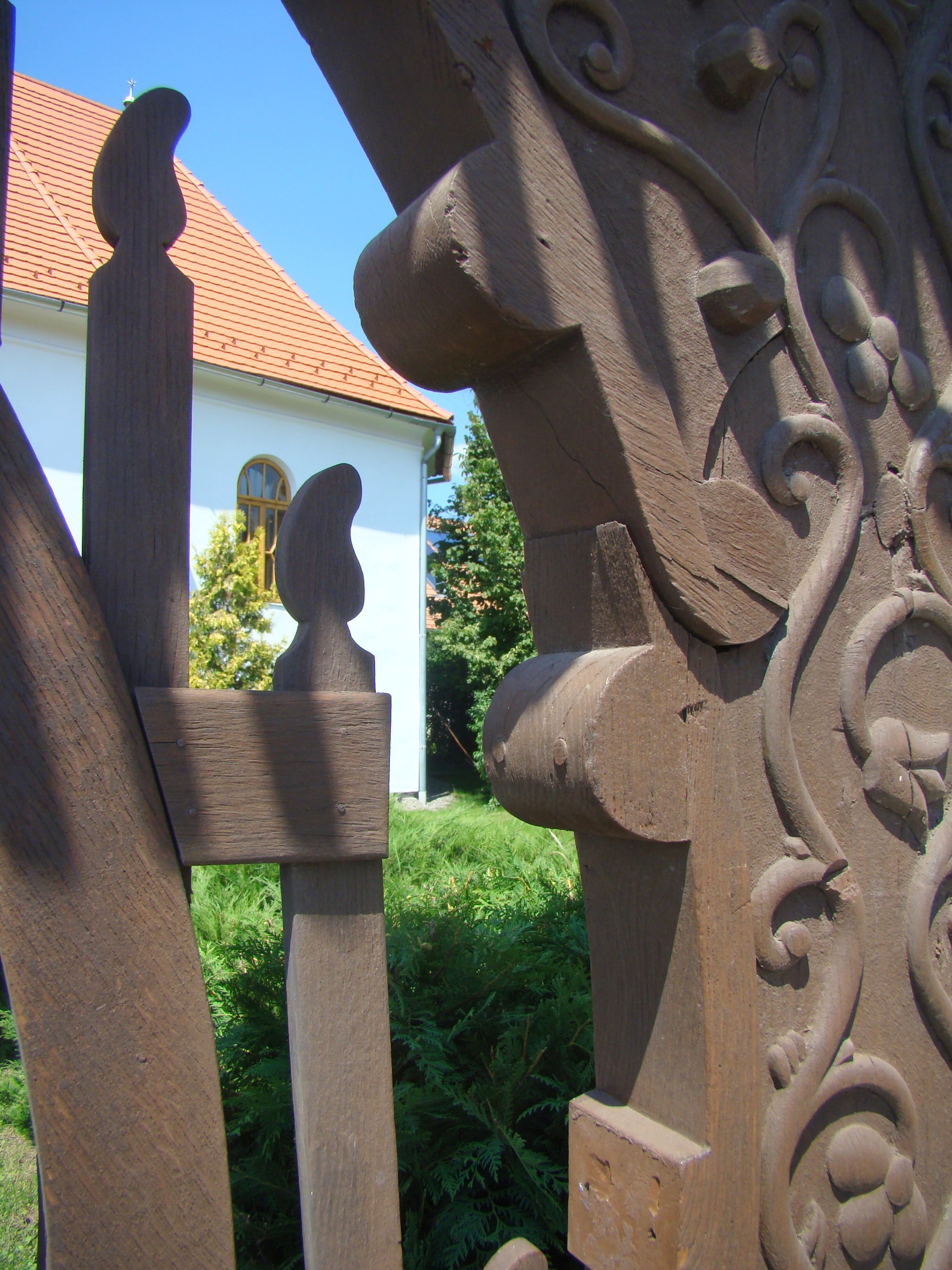
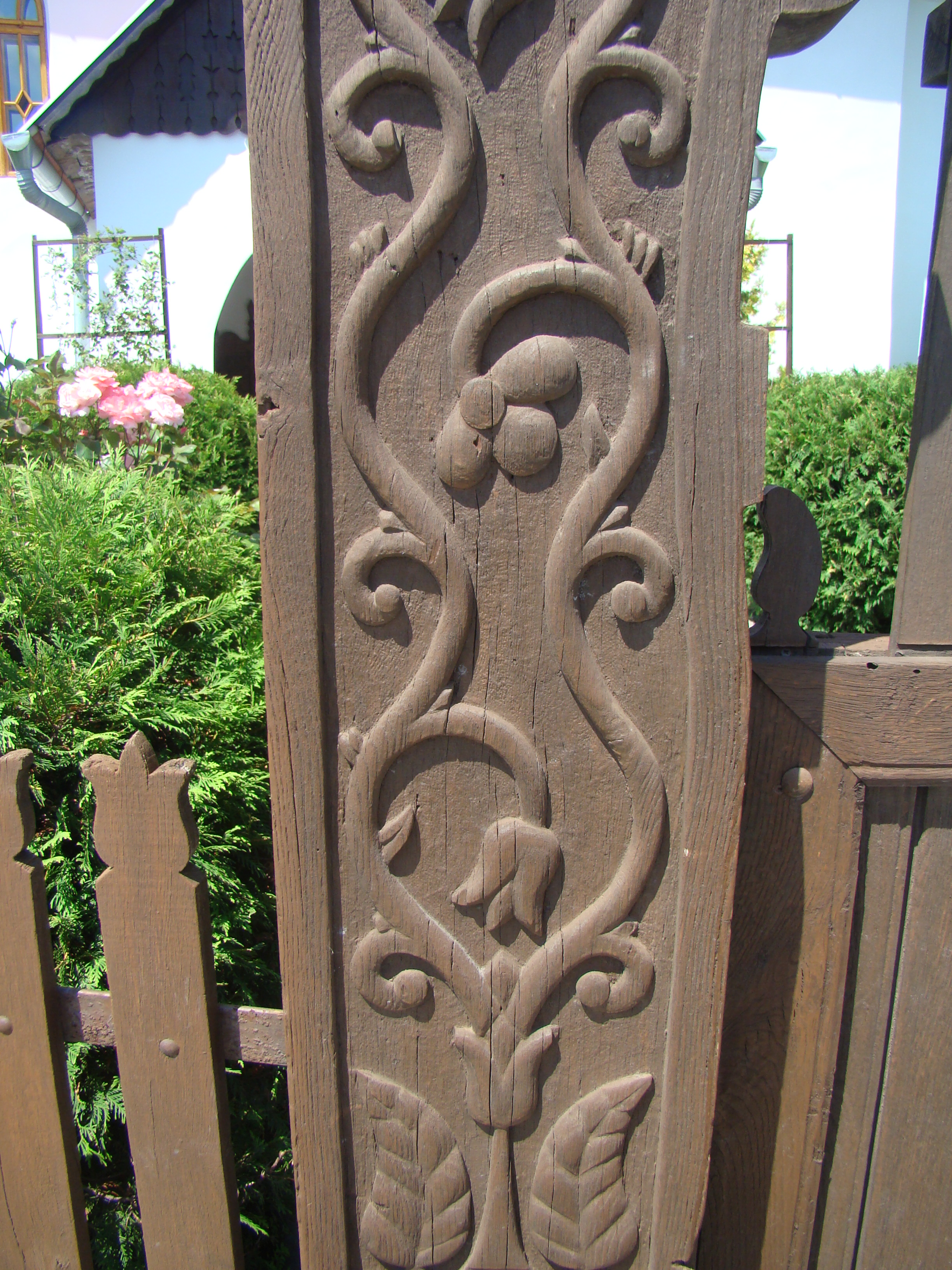

## Imagini din interior

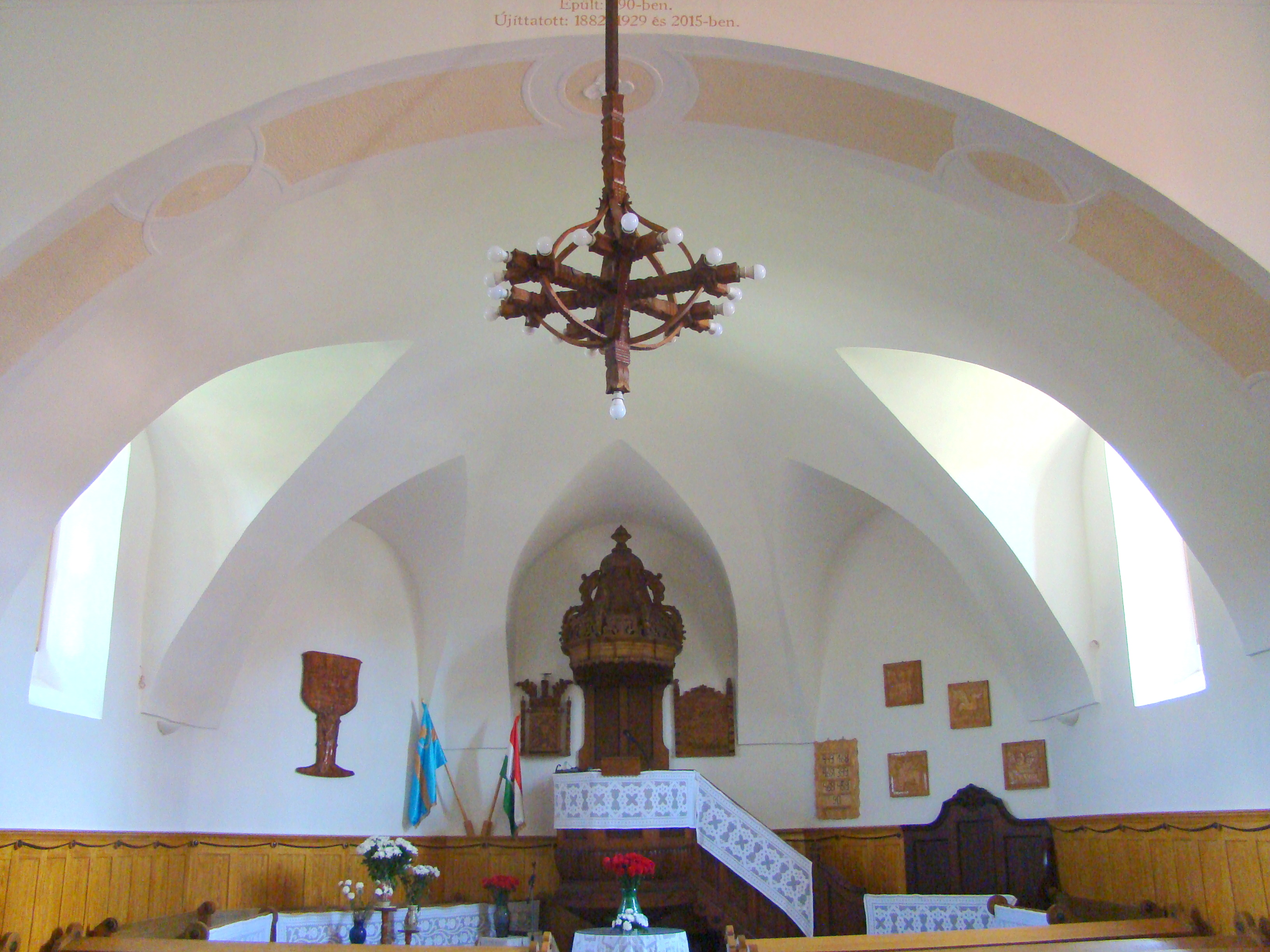
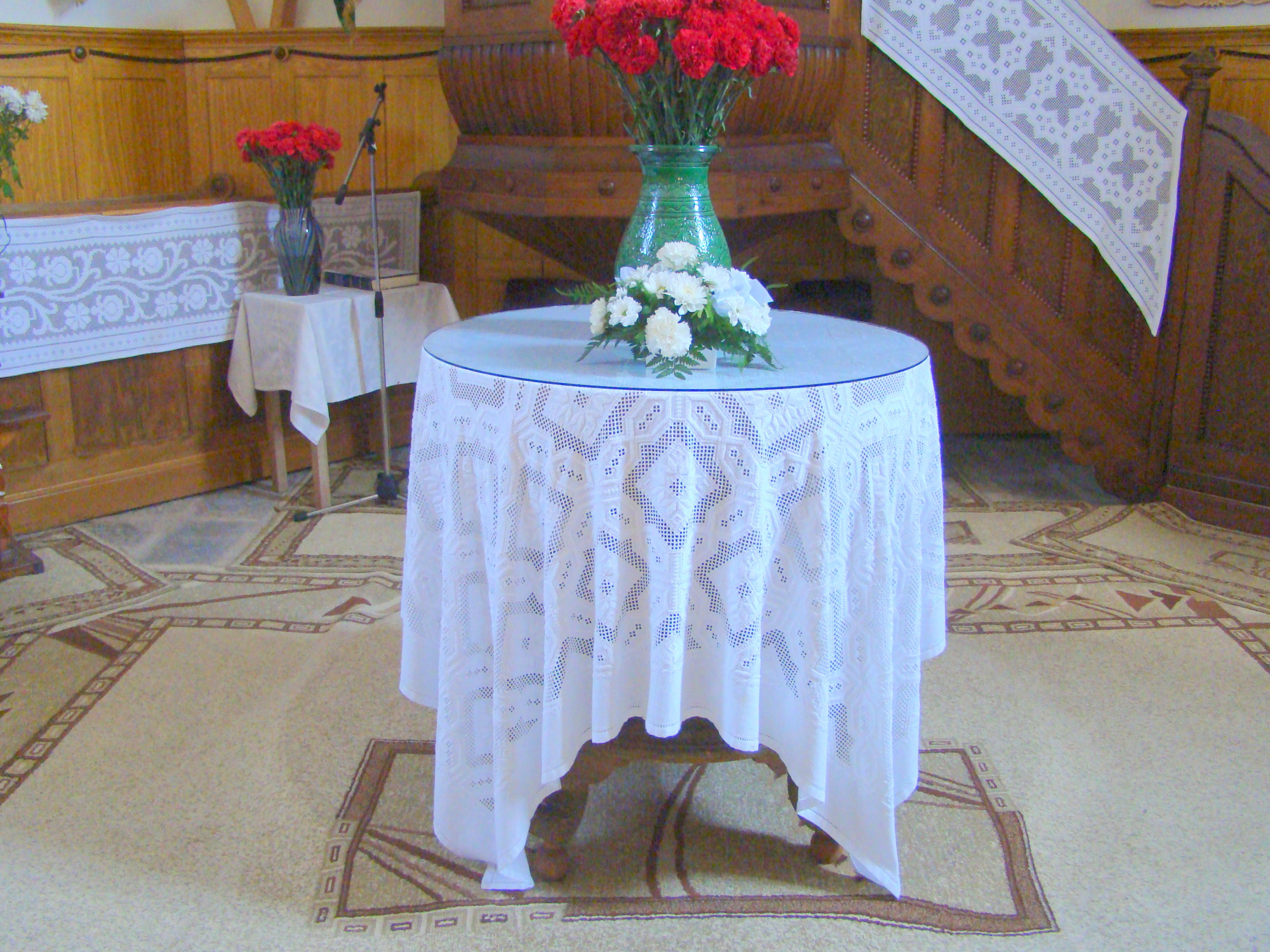
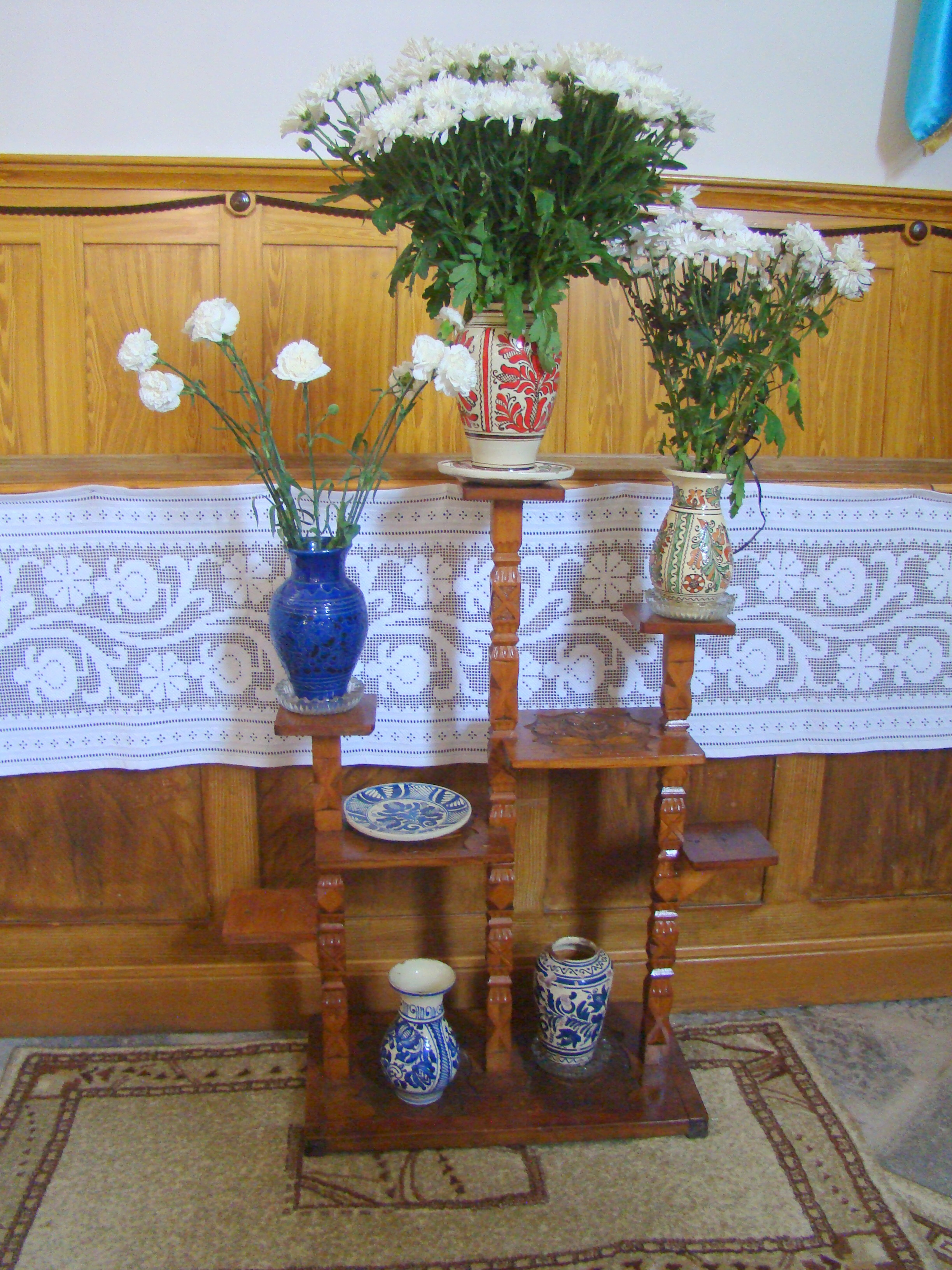
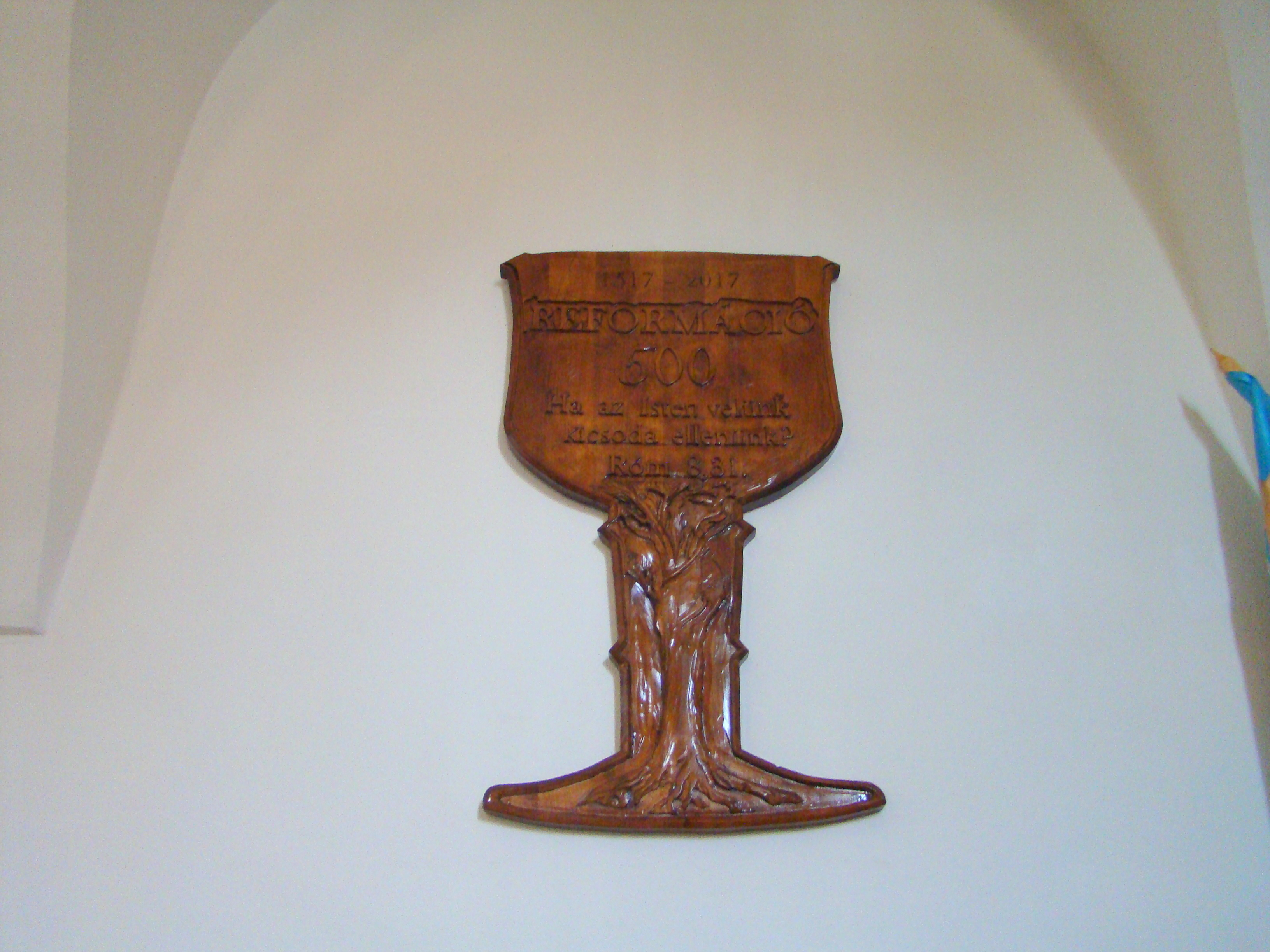
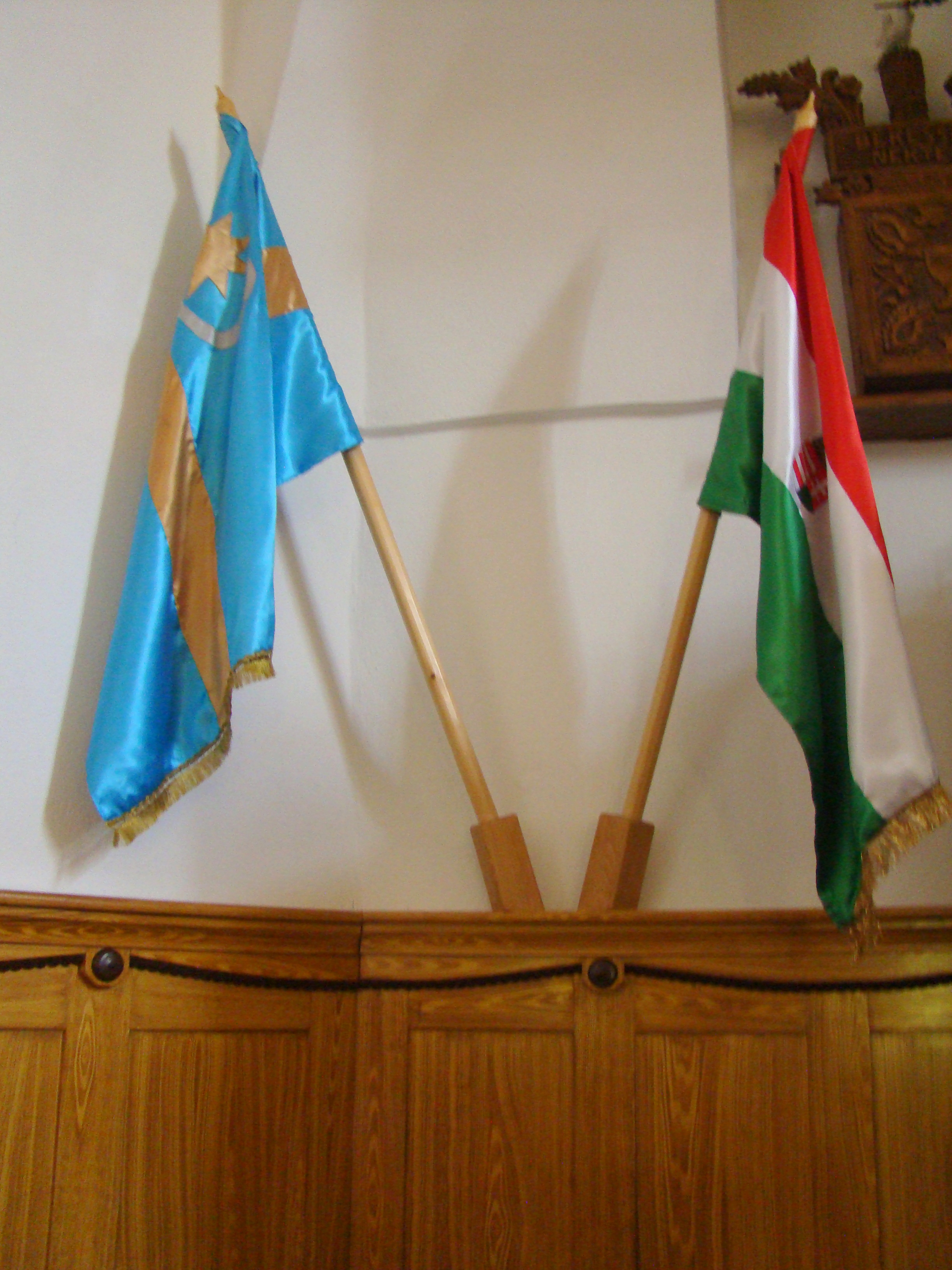
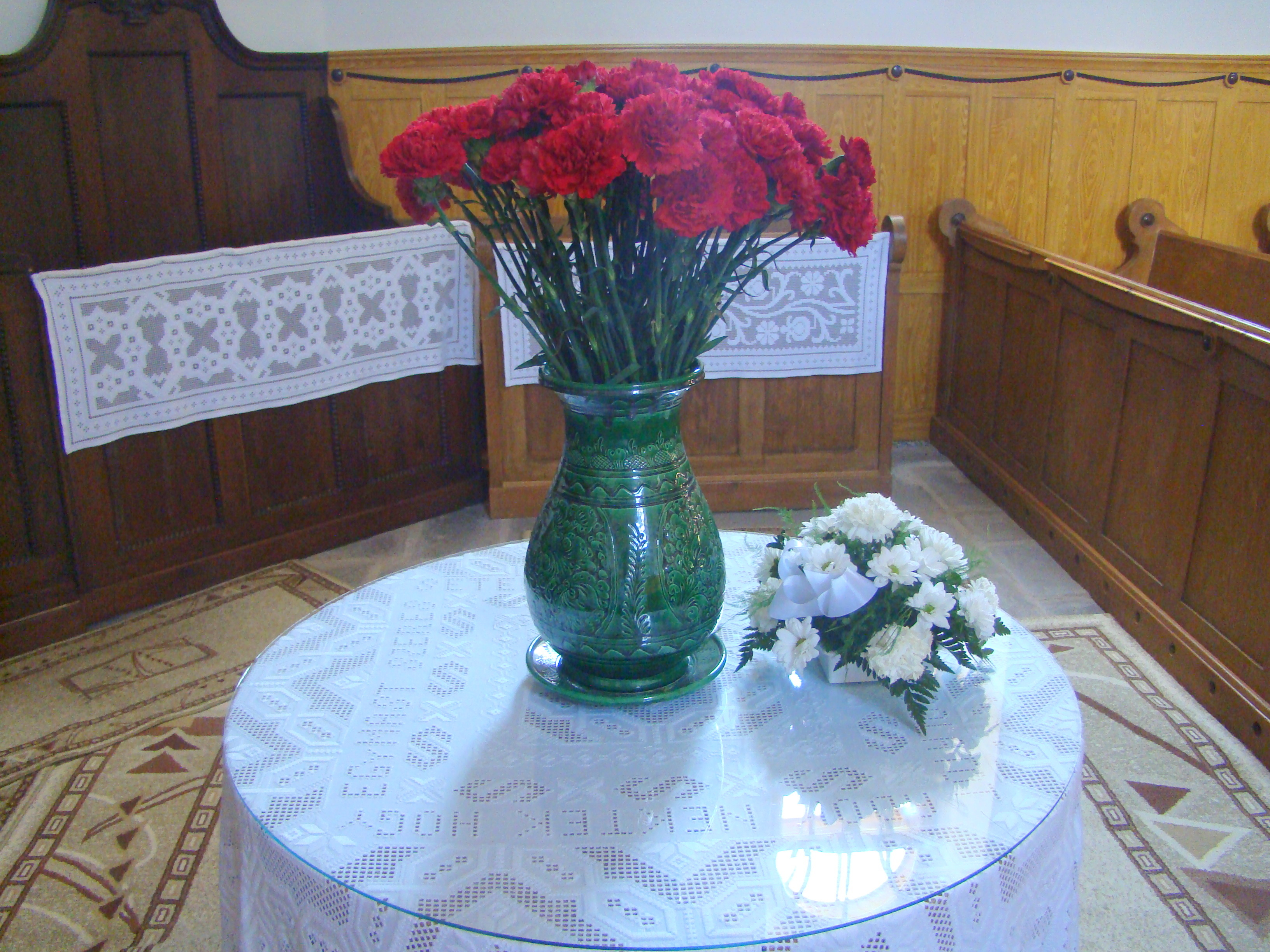
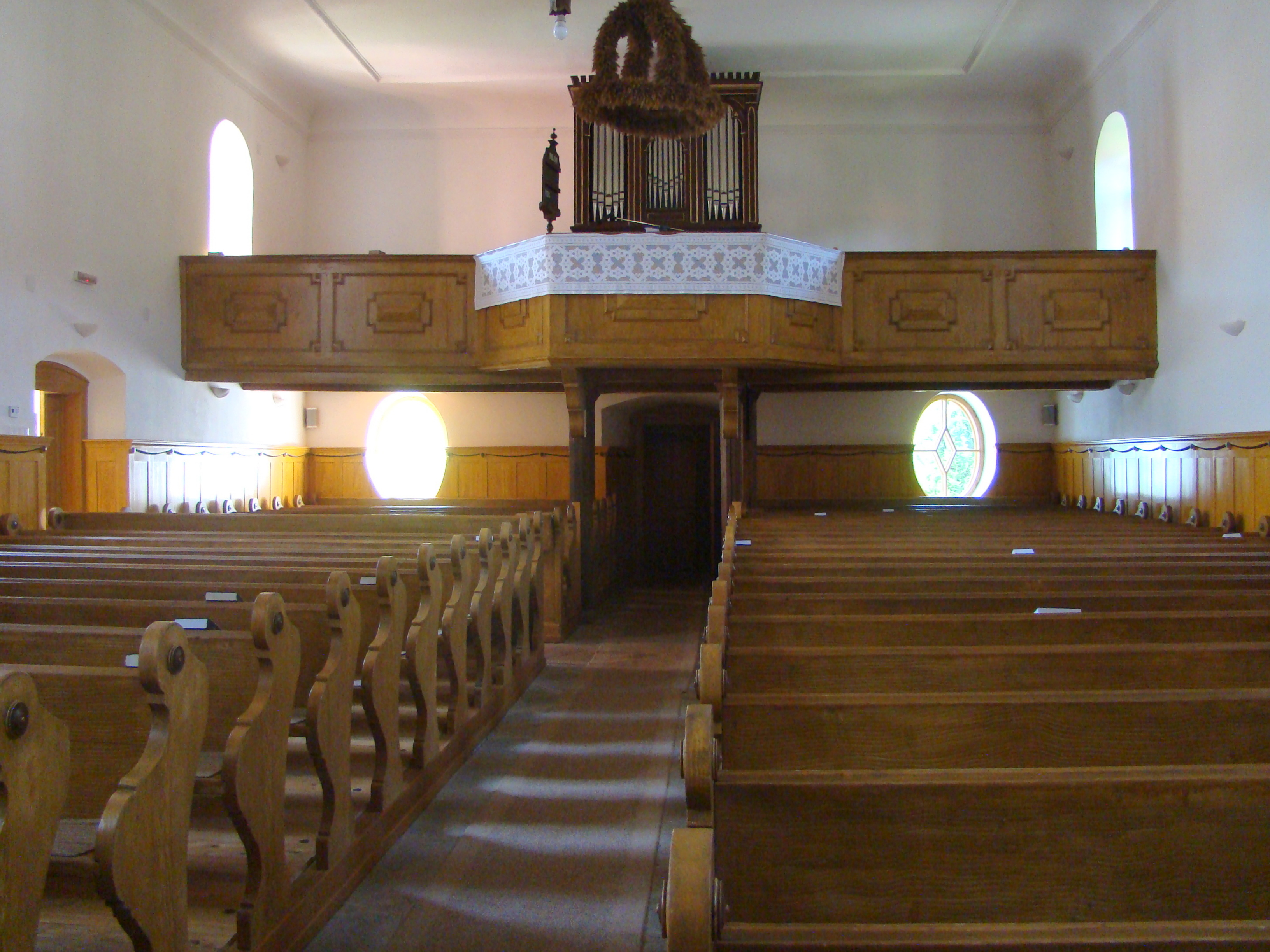
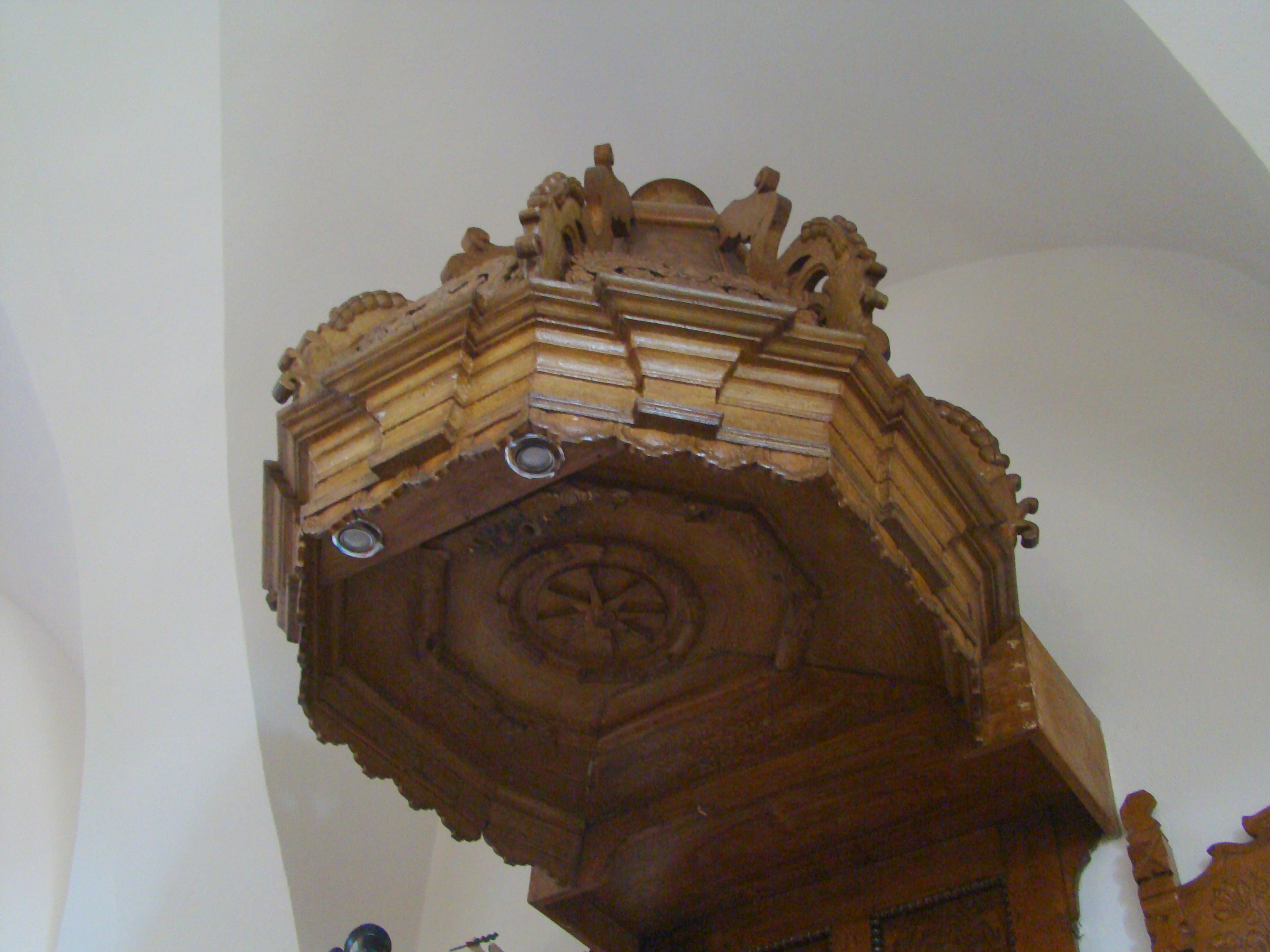
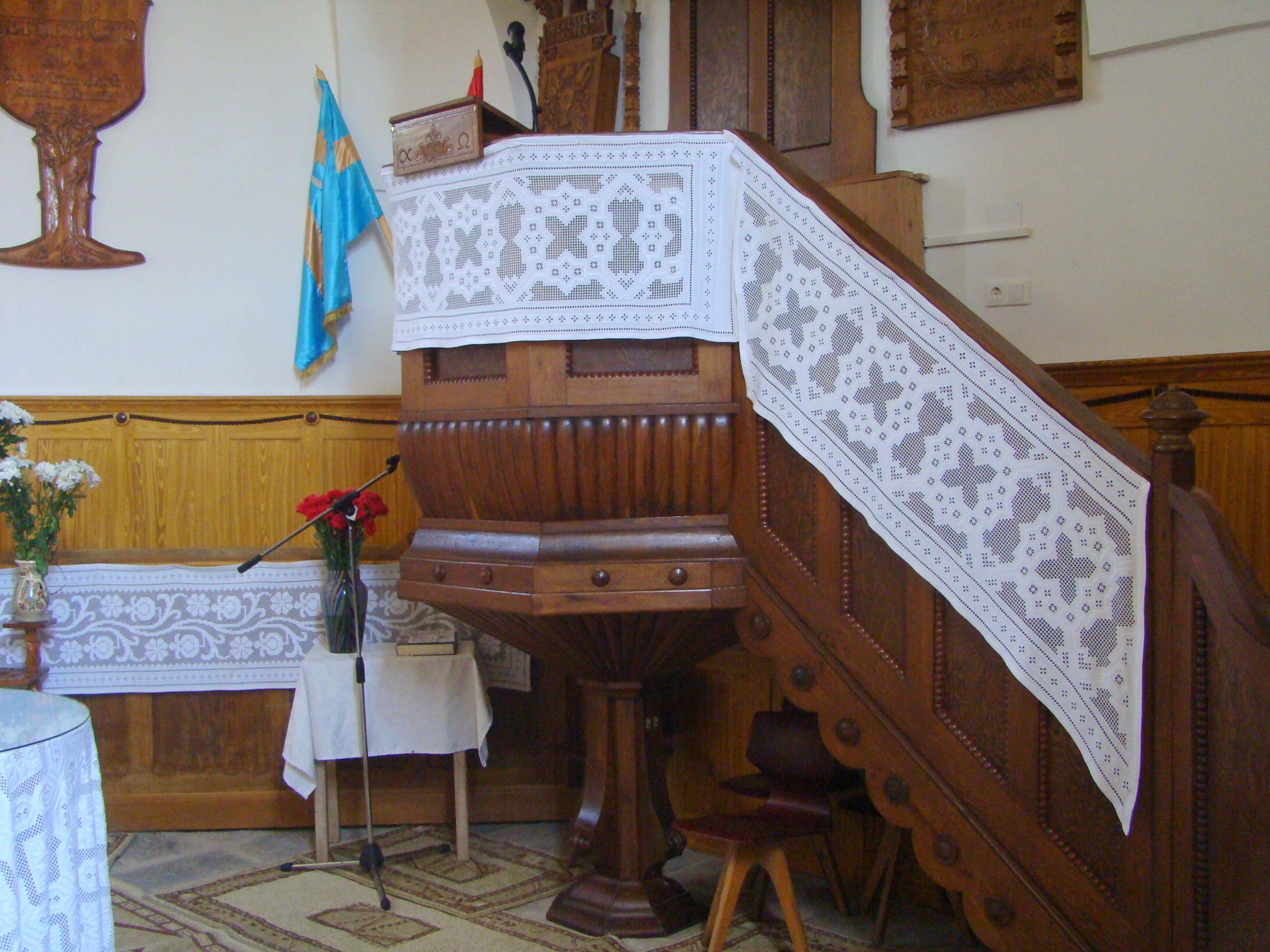
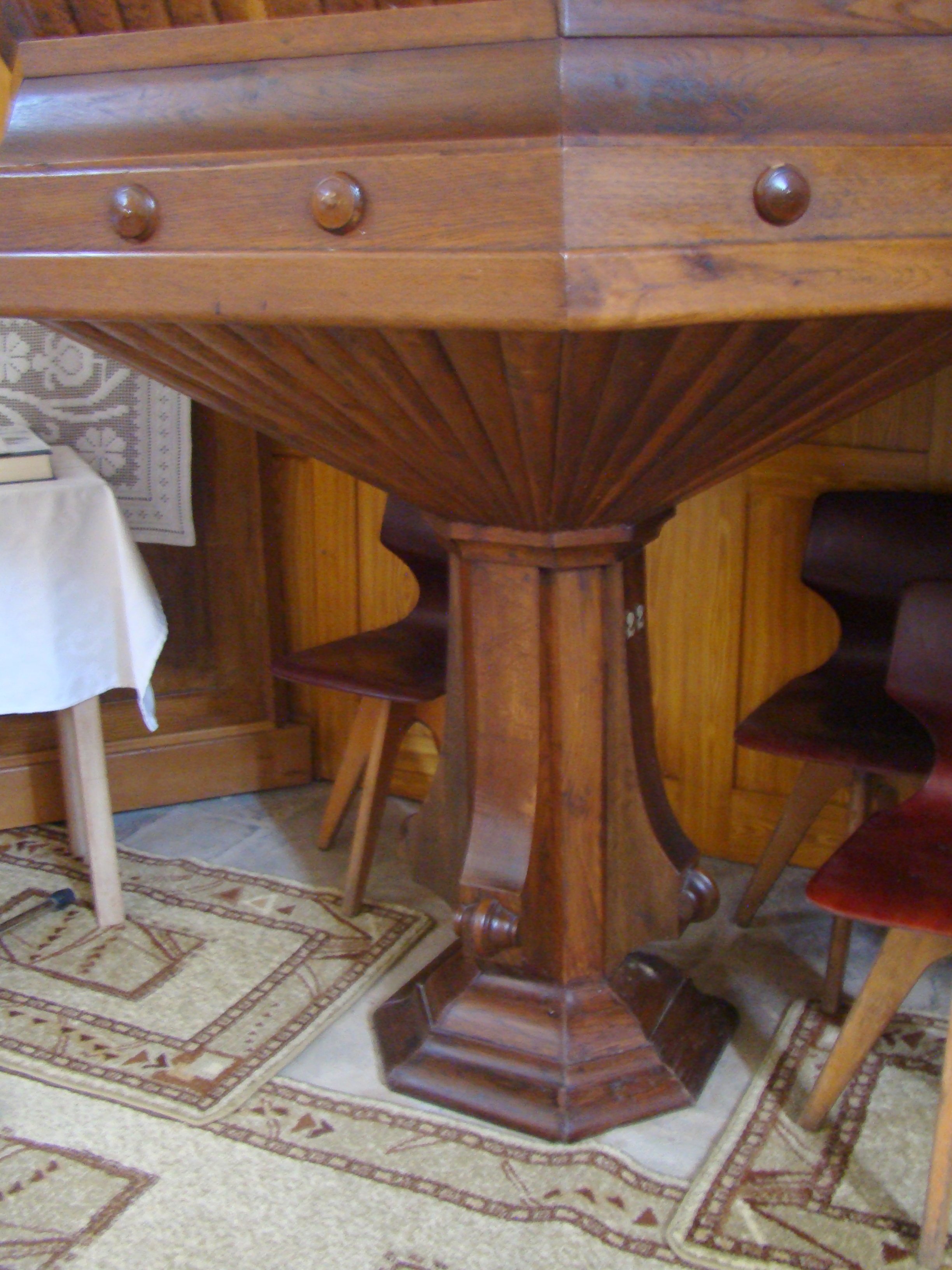
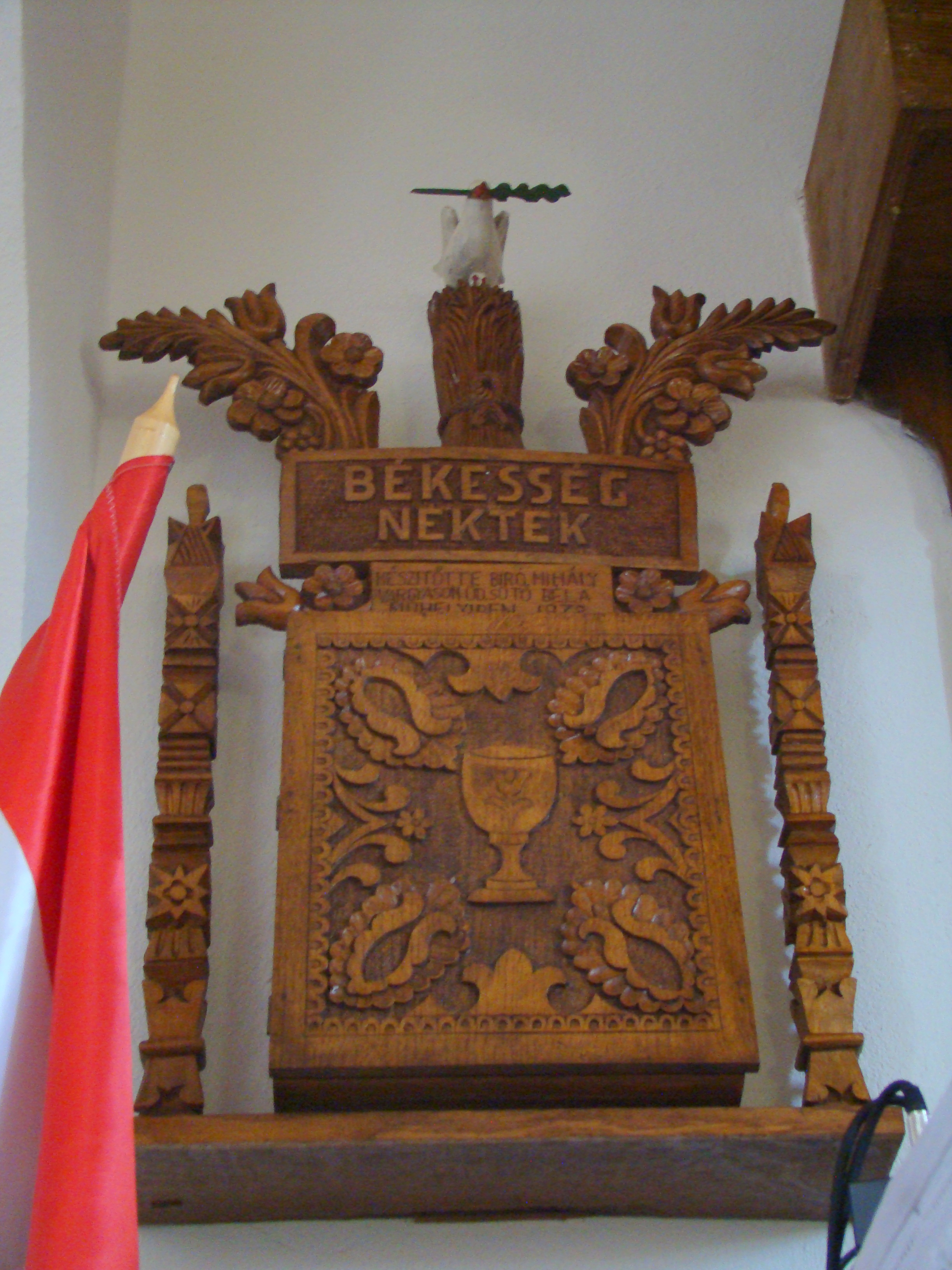
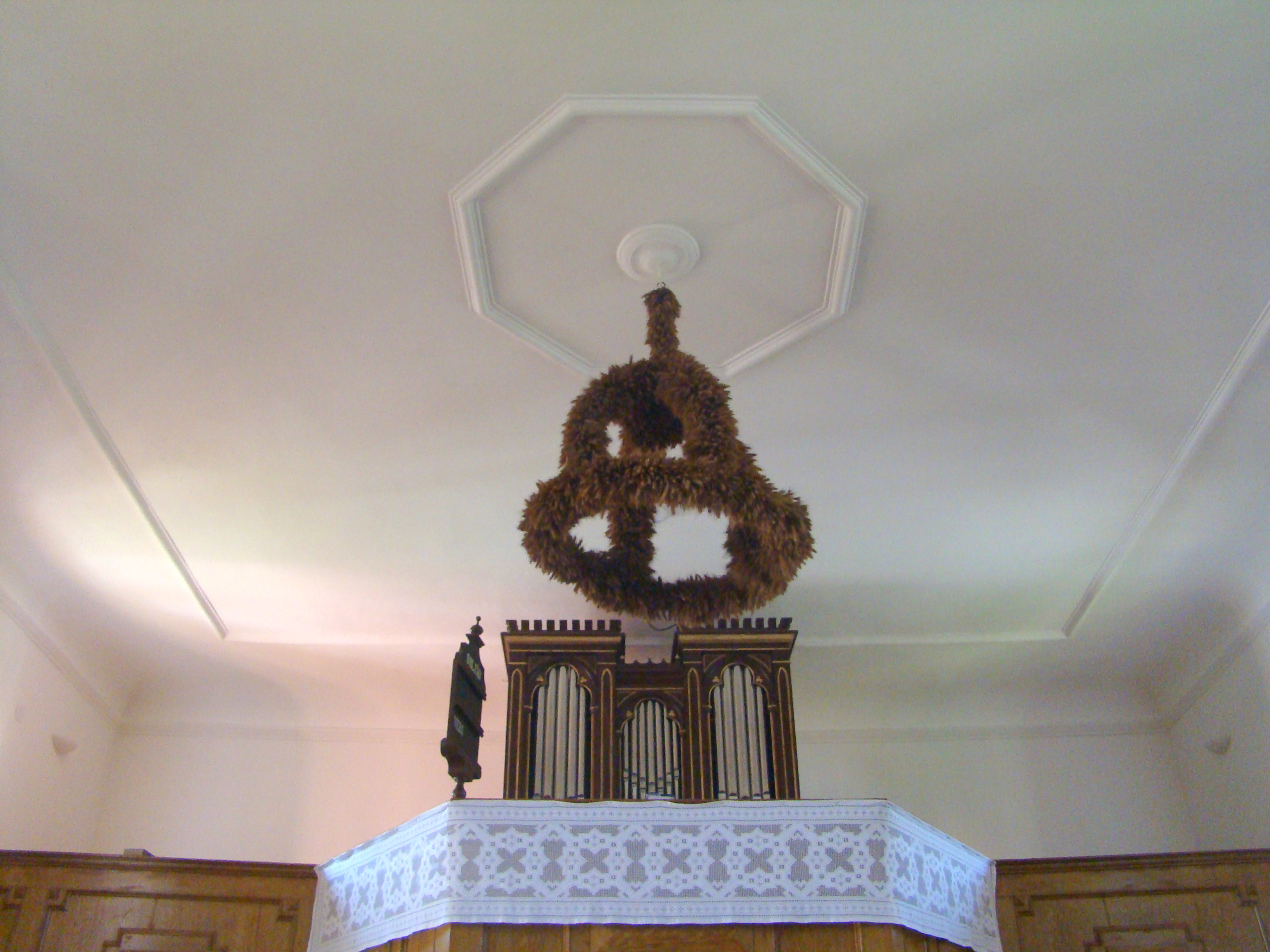
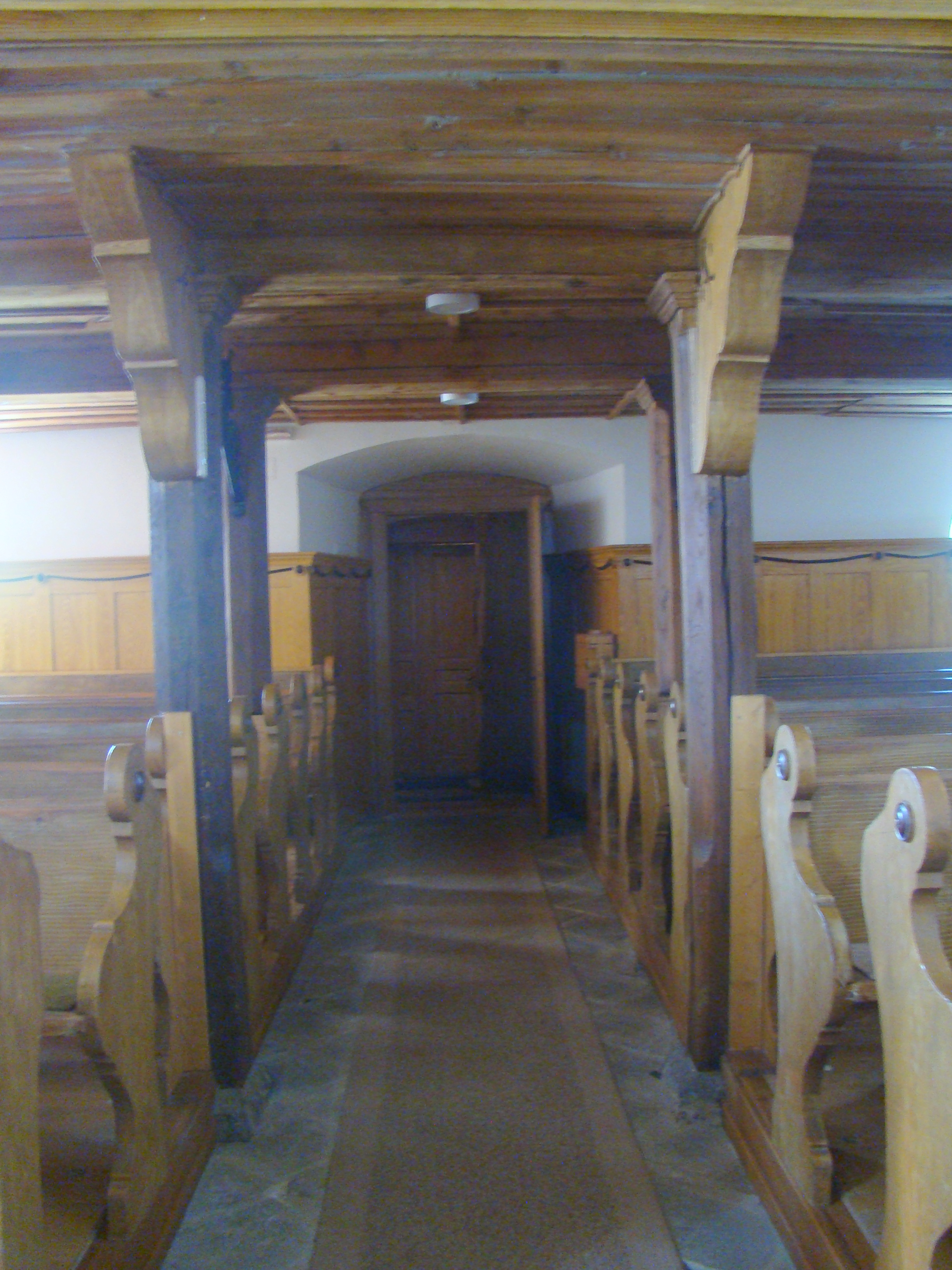
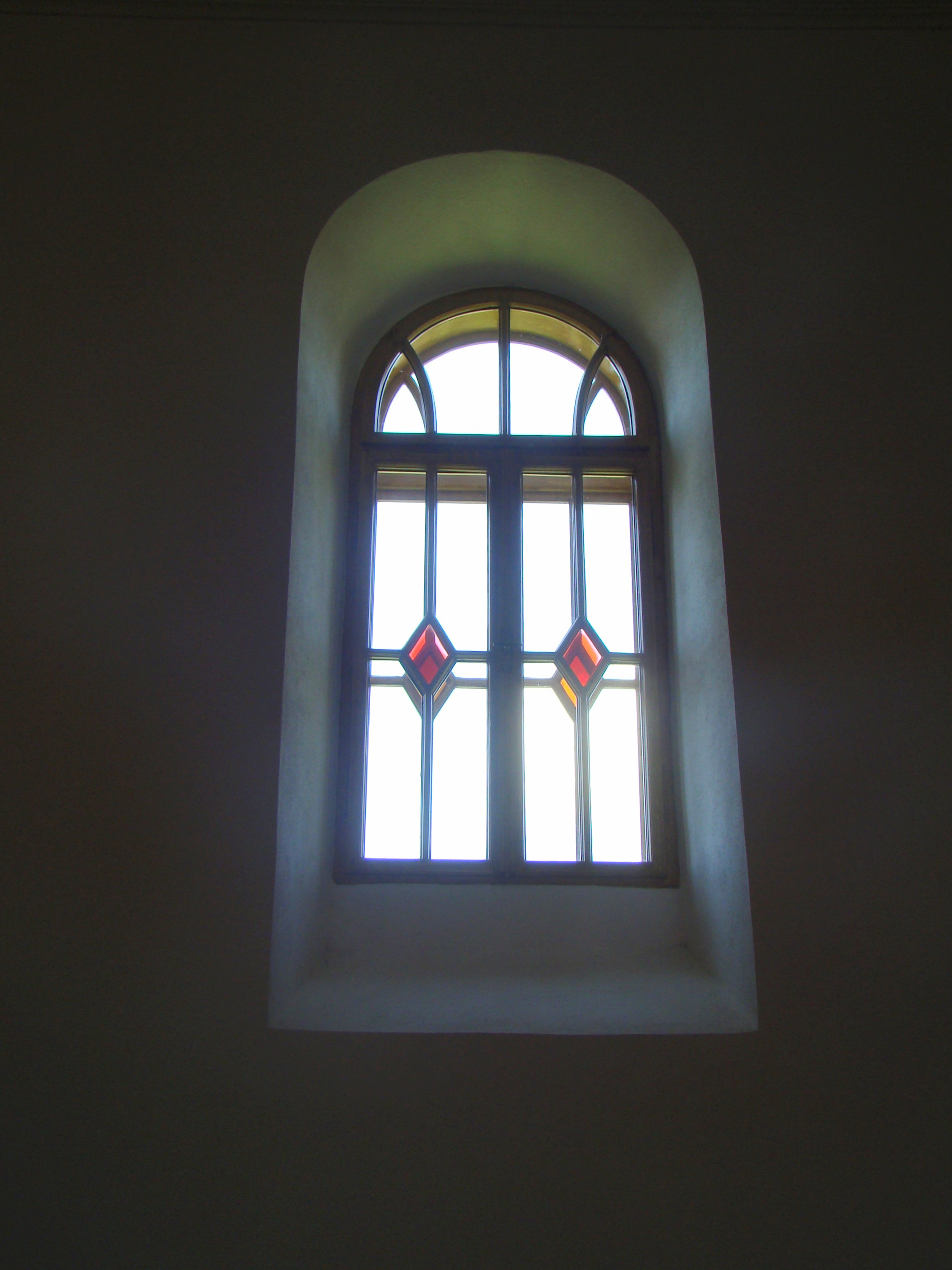
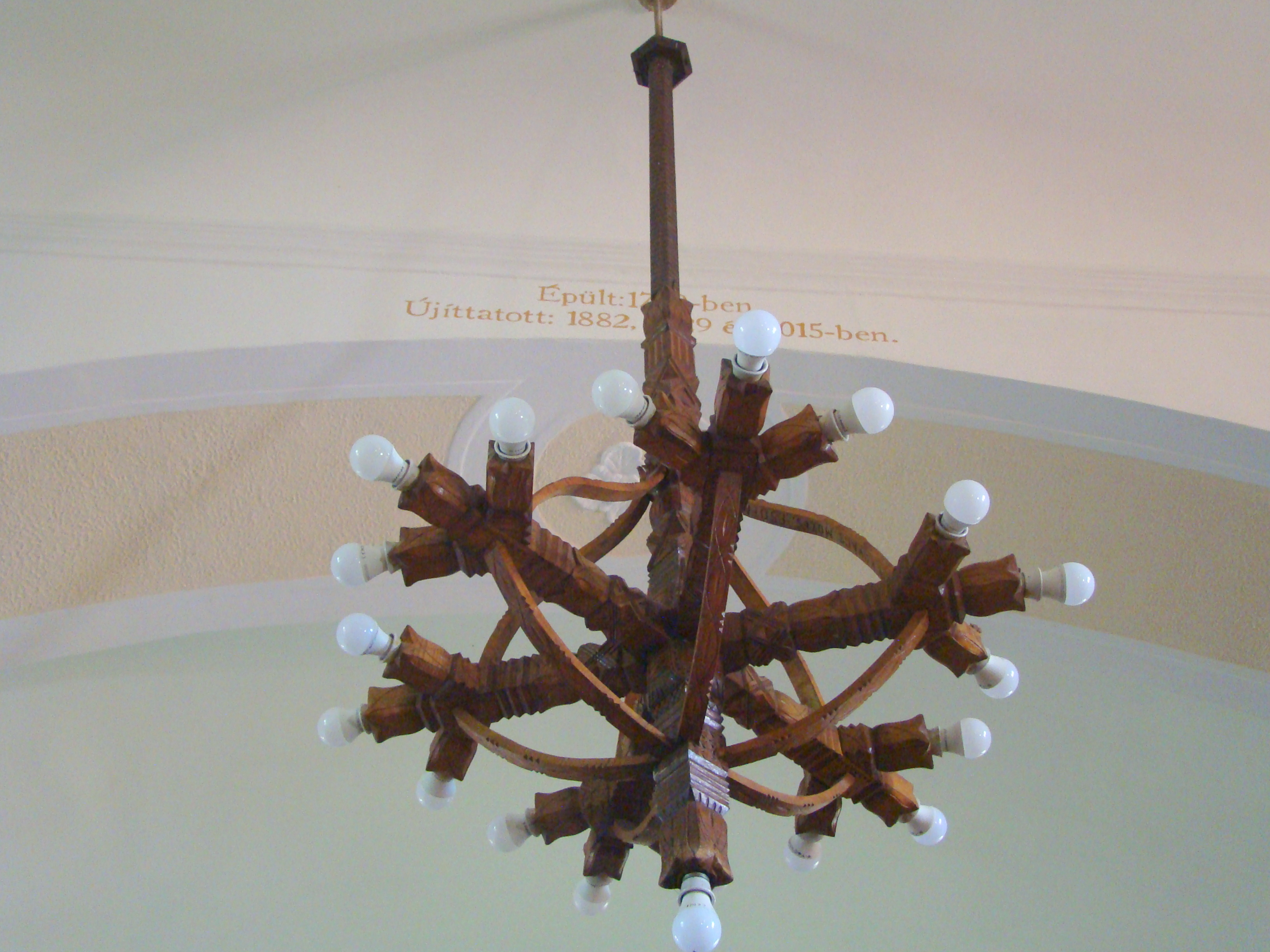
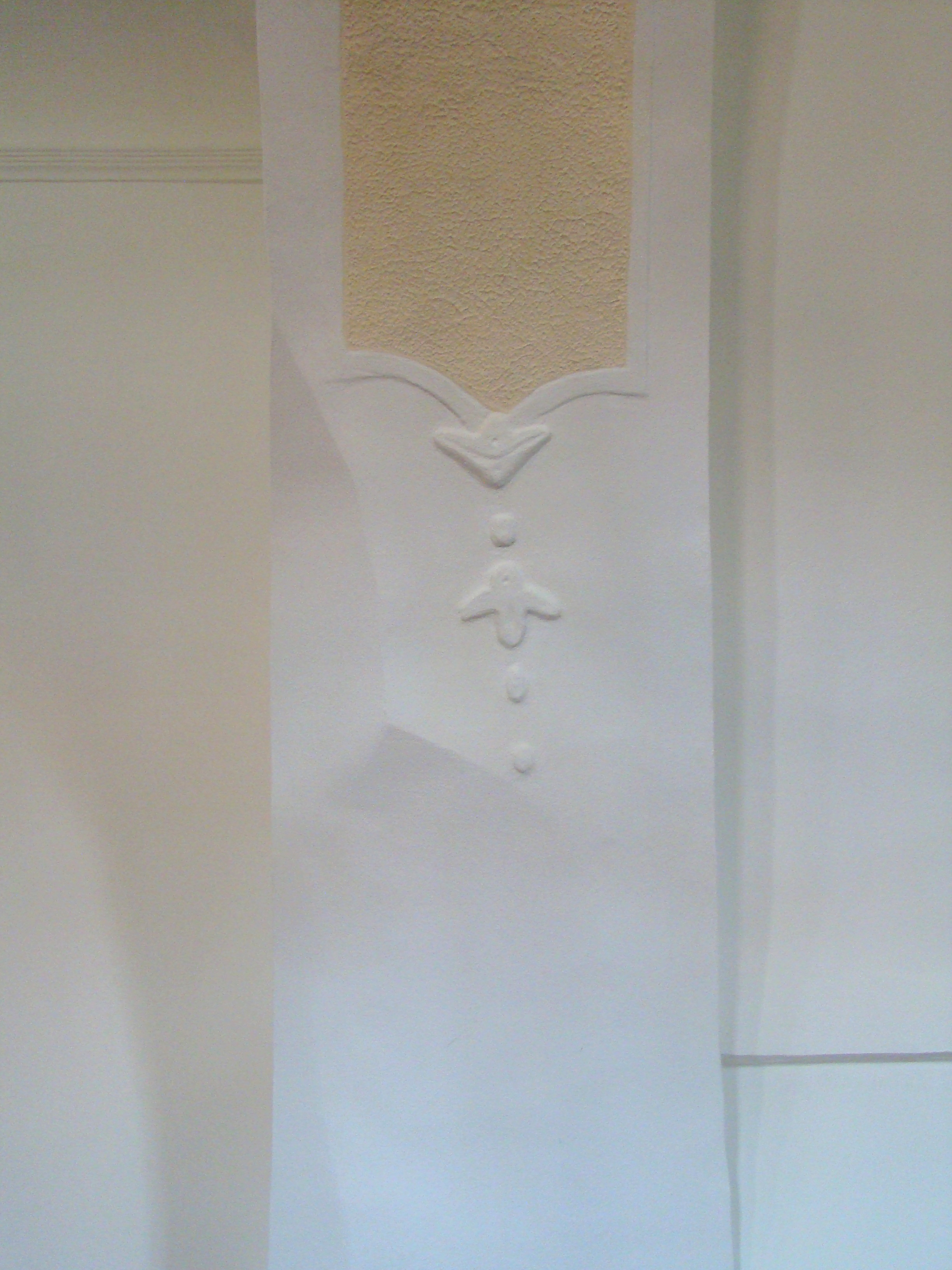
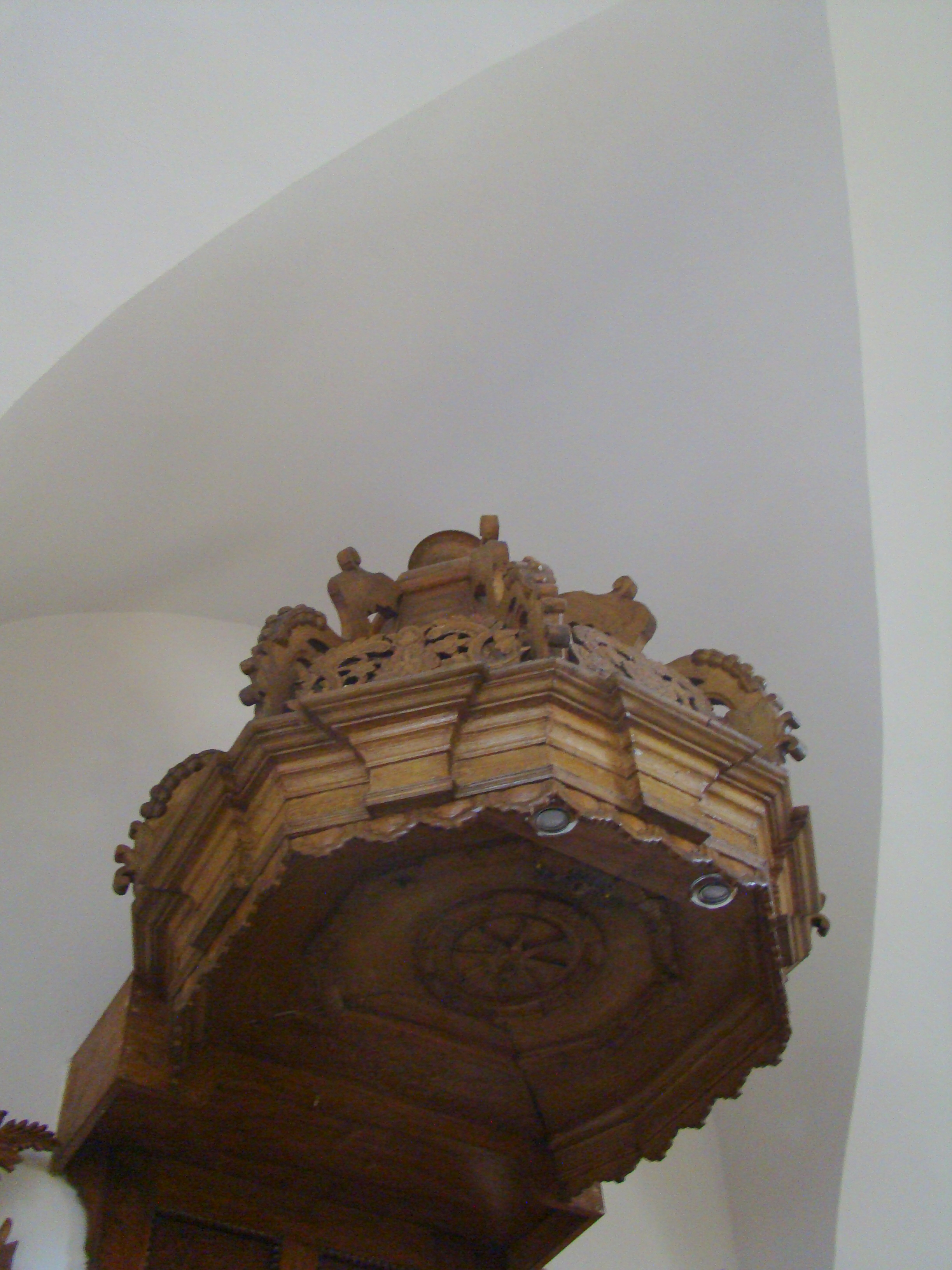
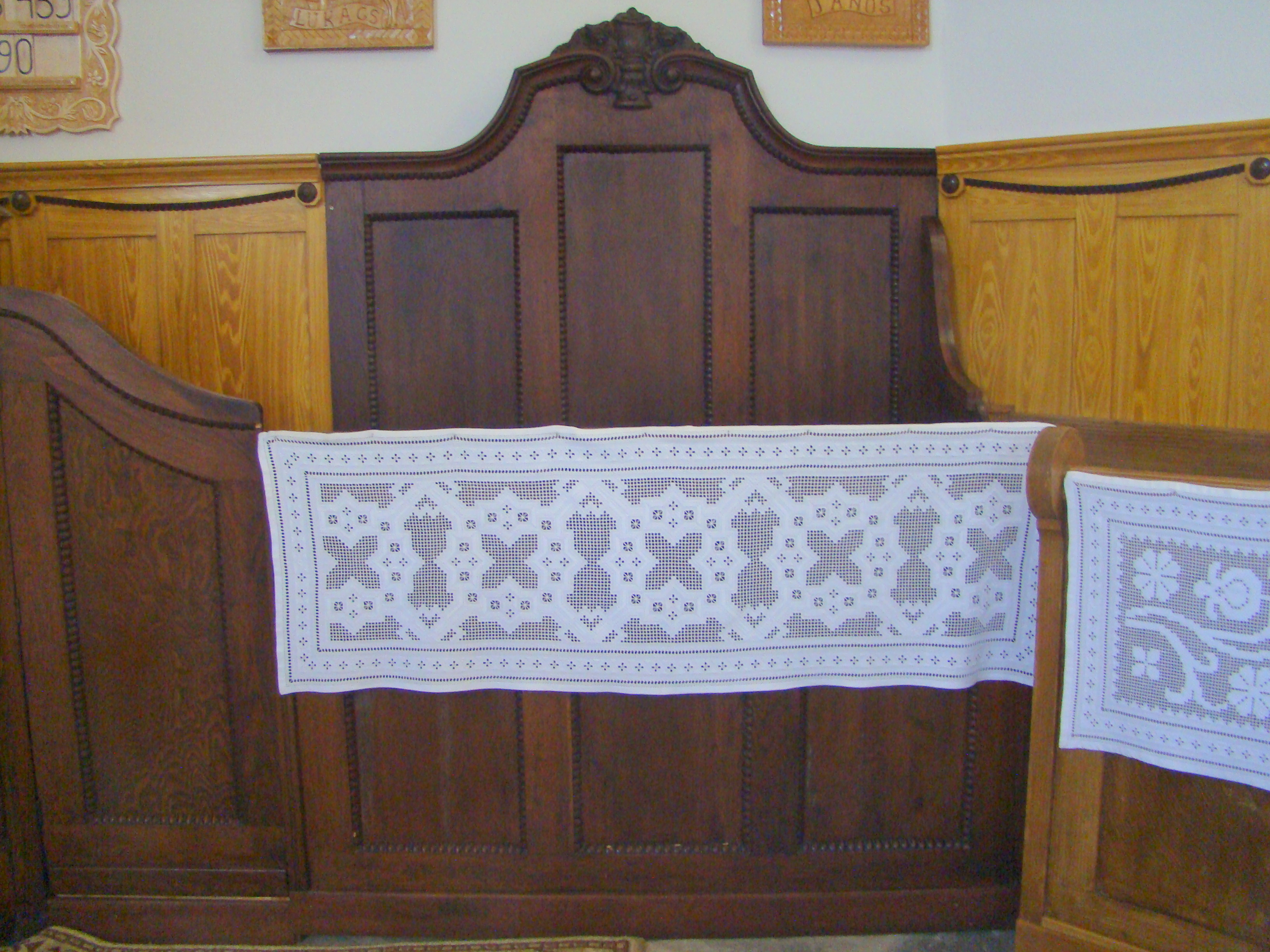
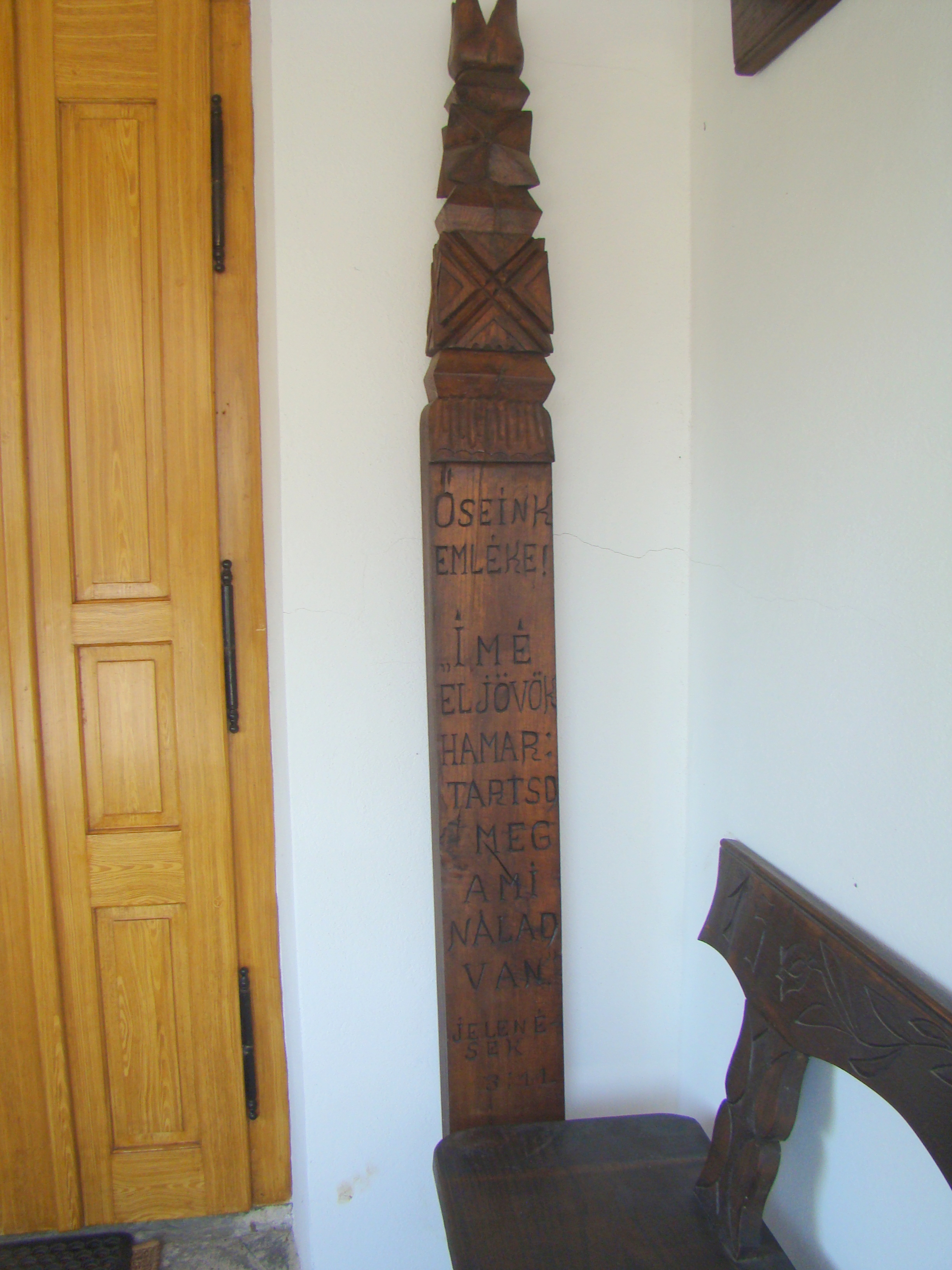
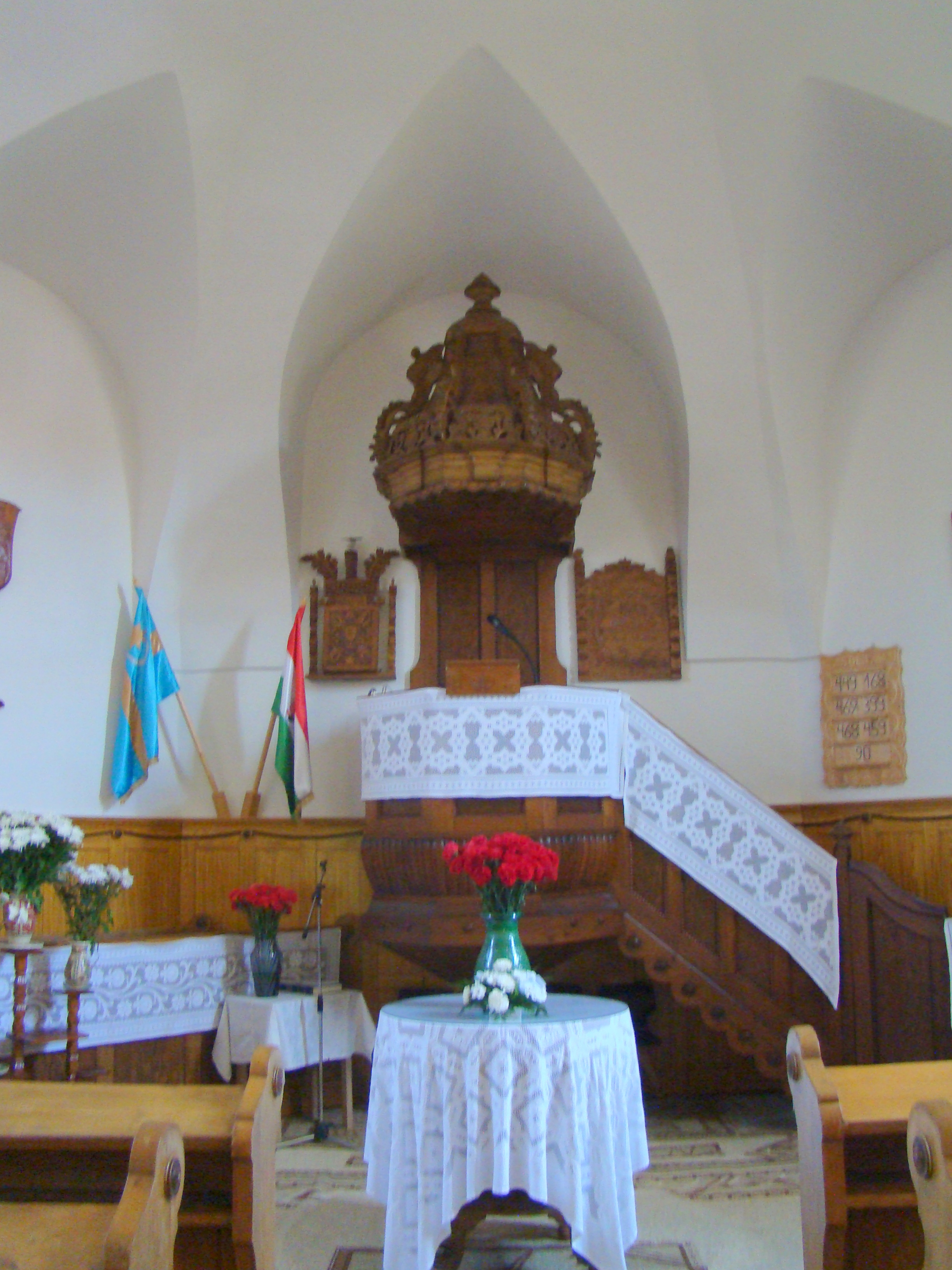
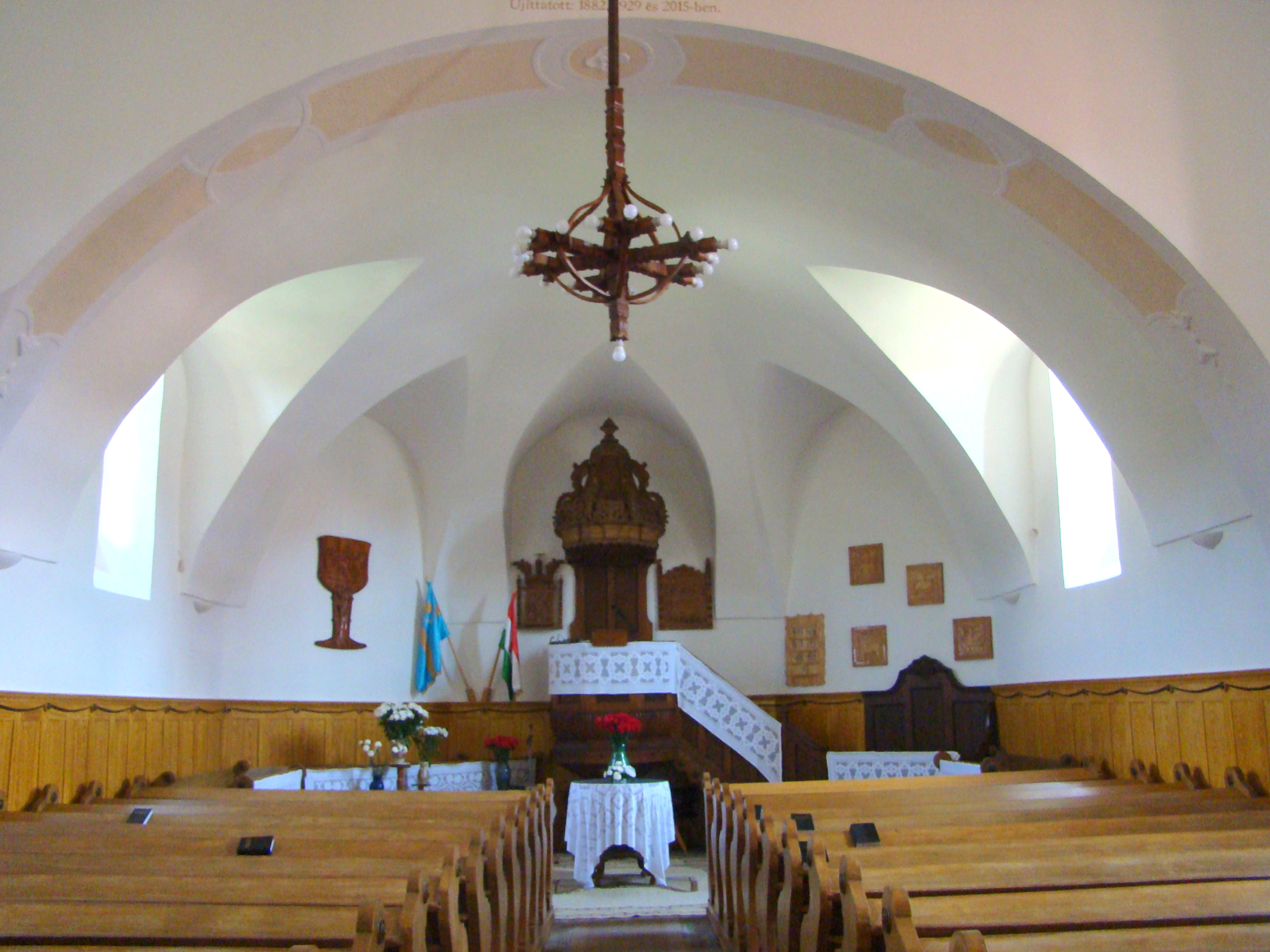
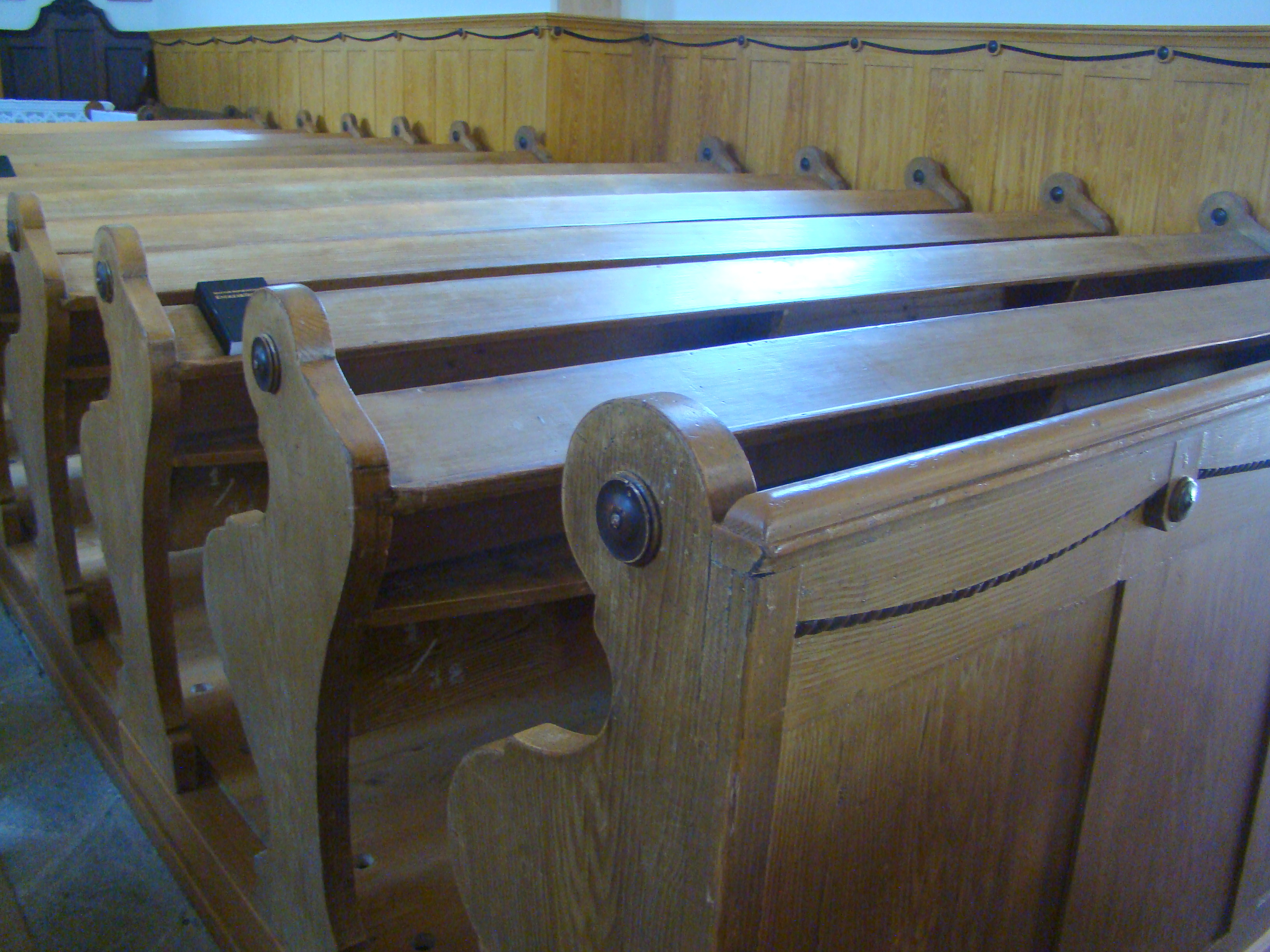
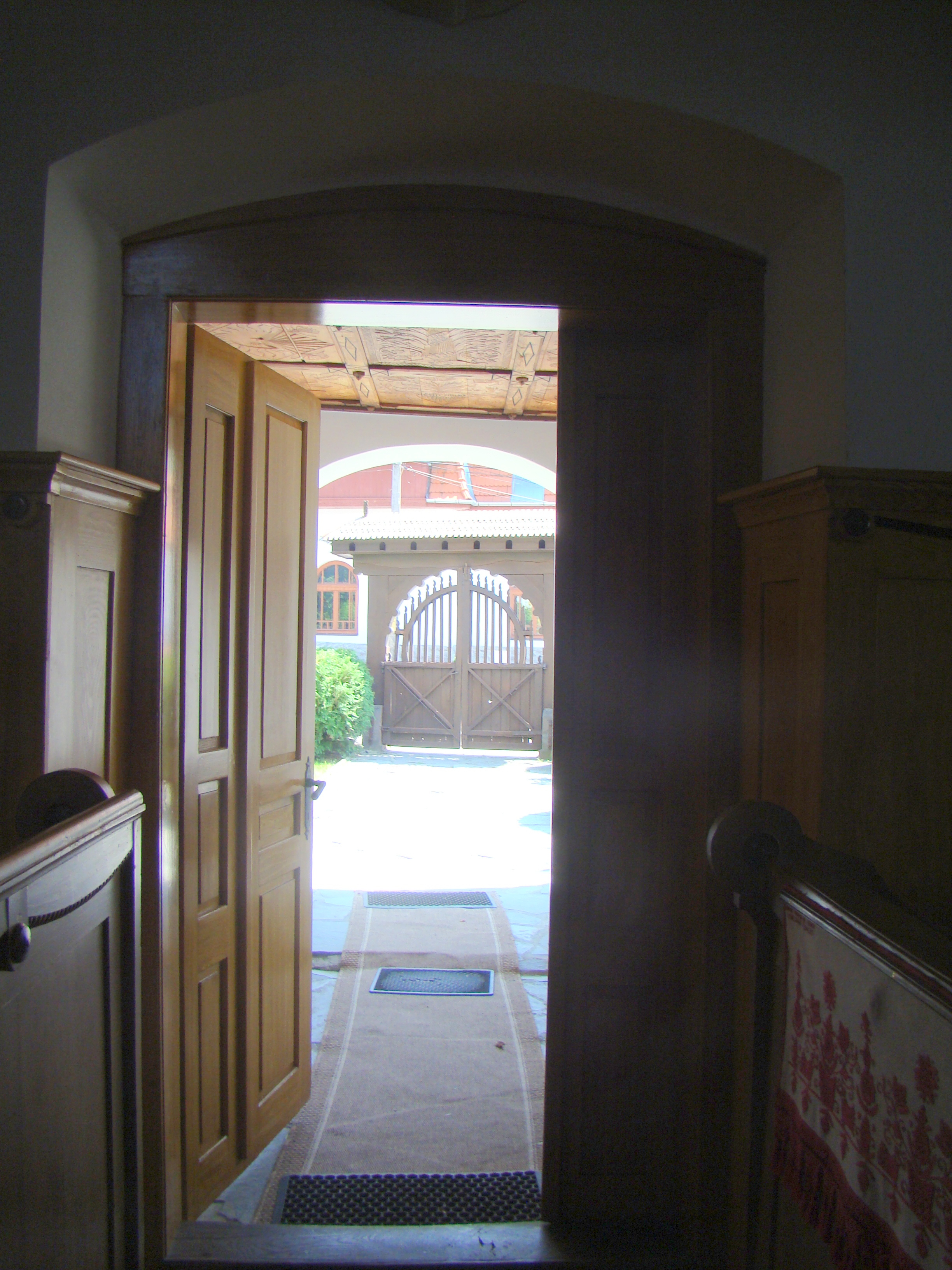

## Vezi și
- Praid, Harghita